# Feminismo
Feminismo é um conjunto de movimentos políticos, sociais, ideologias e filosofias que têm como objetivo comum: direitos equânimes (iguais) e uma vivência humana por meio do empoderamento feminino, dos direitos das mulheres e da libertação de padrões patriarcais, baseados em normas de gênero. Envolve diversos movimentos, teorias e filosofias que advogam pela igualdade entre homens e mulheres, além de promover os direitos das mulheres e seus interesses. De acordo com Maggie Humm e Rebecca Walker, a história do feminismo pode ser dividida em três "ondas". A primeira teria ocorrido no século XIX e início do século XX, a segunda nas décadas de 1960 e 1970 e a terceira na década de 1990 até a atualidade. A teoria feminista surgiu destes movimentos femininos e se manifesta em diversas disciplinas como a geografia feminista, a história feminista e a crítica literária feminista.
O feminismo alterou principalmente as perspectivas predominantes em diversas áreas da sociedade ocidental, que vão da cultura ao direito. As ativistas femininas fizeram campanhas pelos direitos legais das mulheres (direitos de contrato, direitos de propriedade, direitos ao voto), pelo direito da mulher à sua autonomia e à integridade de seu corpo, pelos direitos ao aborto e pelos direitos reprodutivos (incluindo o acesso à contracepção e a cuidados pré-natais de qualidade), pela proteção de mulheres e garotas contra a violência doméstica, o assédio sexual e o estupro, pelos direitos trabalhistas, incluindo a licença-maternidade e salários iguais, e todas as outras formas de discriminação.
Durante grande parte de sua história, a maioria dos movimentos e teorias feministas tiveram líderes que eram principalmente mulheres brancas de classe média, da Europa Ocidental e da América do Norte. No entanto, desde pelo menos o discurso de Sojourner Truth, feito em 1851, às feministas dos Estados Unidos, mulheres de outras etnias e origens sociais propuseram formas alternativas de feminismo. Esta tendência foi acelerada na década de 1960, com o movimento pelos direitos civis que surgiu nos Estados Unidos e o colapso do colonialismo europeu na África, no Caribe e em partes da América Latina e do Sudeste Asiático. Desde então as mulheres nas antigas colônias europeias e nos países em desenvolvimento propuseram feminismos "pós-coloniais" — nas quais algumas postulantes, como Chandra Talpade Mohanty, criticam o feminismo tradicional ocidental como sendo etnocêntrico. Feministas negras, como Angela Davis e Alice Walker, compartilham este ponto de vista.
Desde a década de 1980, as feministas argumentaram que o movimento deveria examinar como a experiência da mulher com a desigualdade se relaciona ao racismo, à homofobia, ao classismo e à colonização. No fim da década e início da década seguinte as feministas ditas pós-modernas argumentaram que os papéis sociais dos gêneros seriam construídos socialmente, e que seria impossível generalizar as experiências das mulheres por todas as suas culturas e histórias.

## História

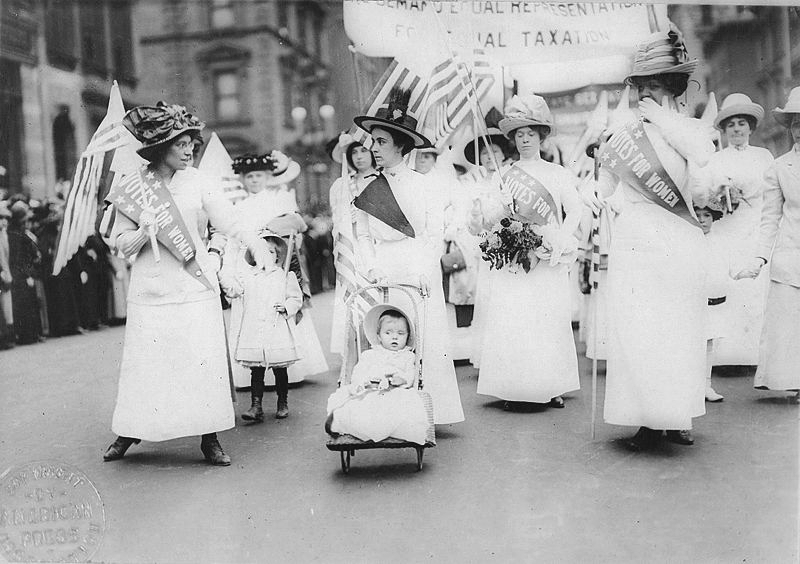
Parada do Sufrágio Feminista em Nova York, 6 de maio de 1912.

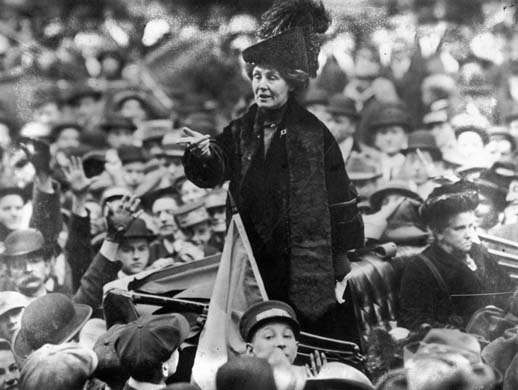
Depois de vender sua casa, Emmeline Pankhurst, na foto em Nova York, em 1913, viajou constantemente, dando palestras em toda o Reino Unido e Estados Unidos.

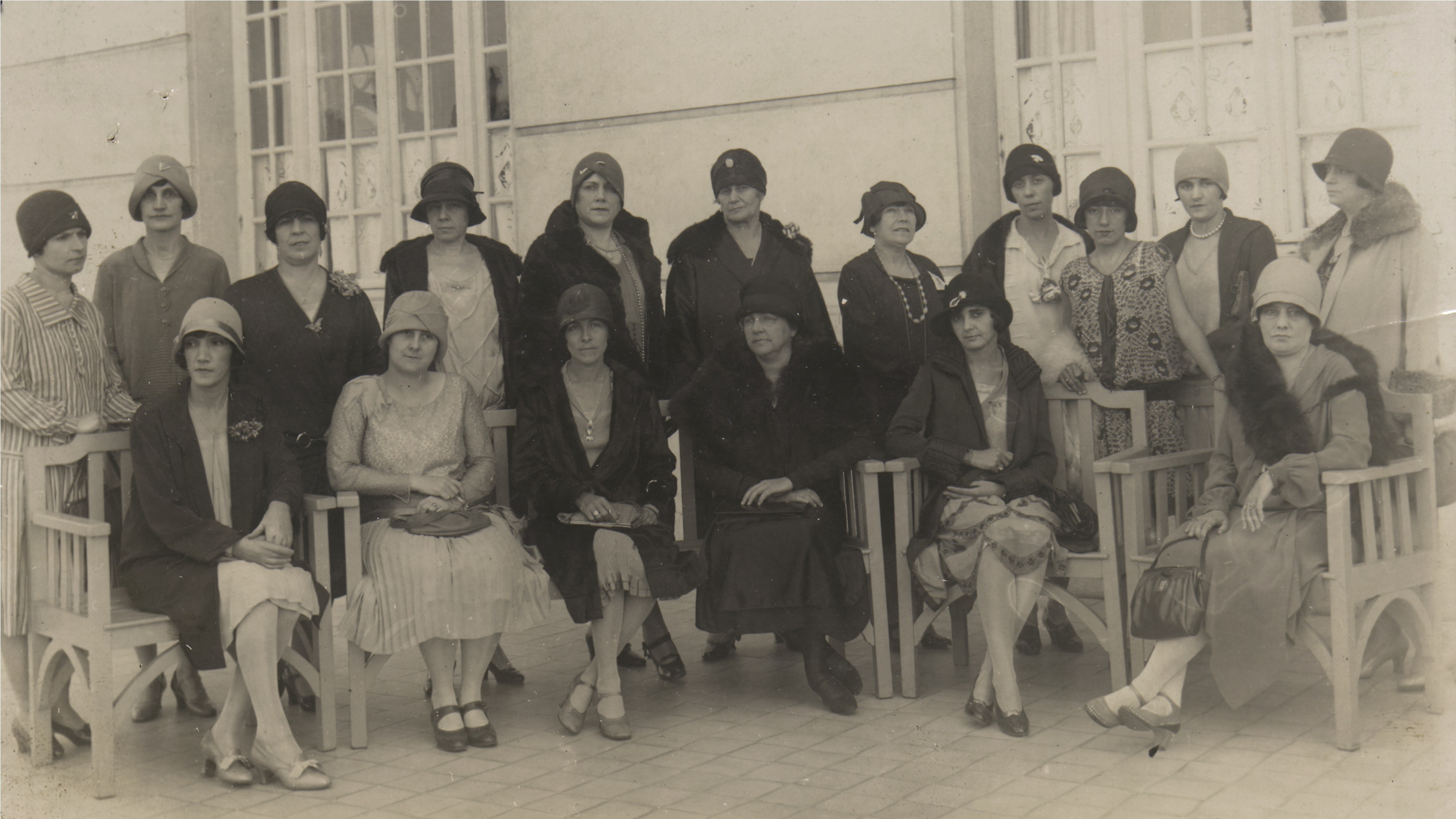
Integrantes da Federação Brasileira para o Progresso Feminino, em 1930.

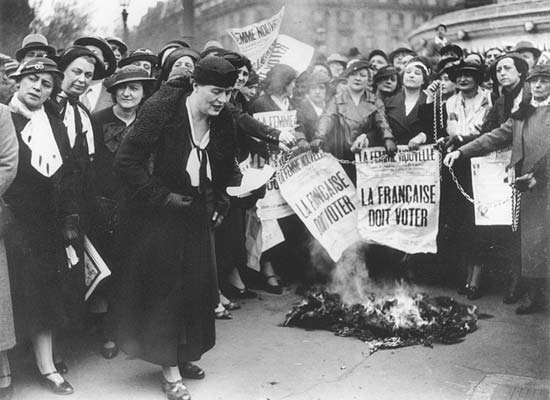
Louise Weiss, juntamente com outras suffragettes parisienses em 1935; a manchete do jornal diz "A Francesa Deve Votar."

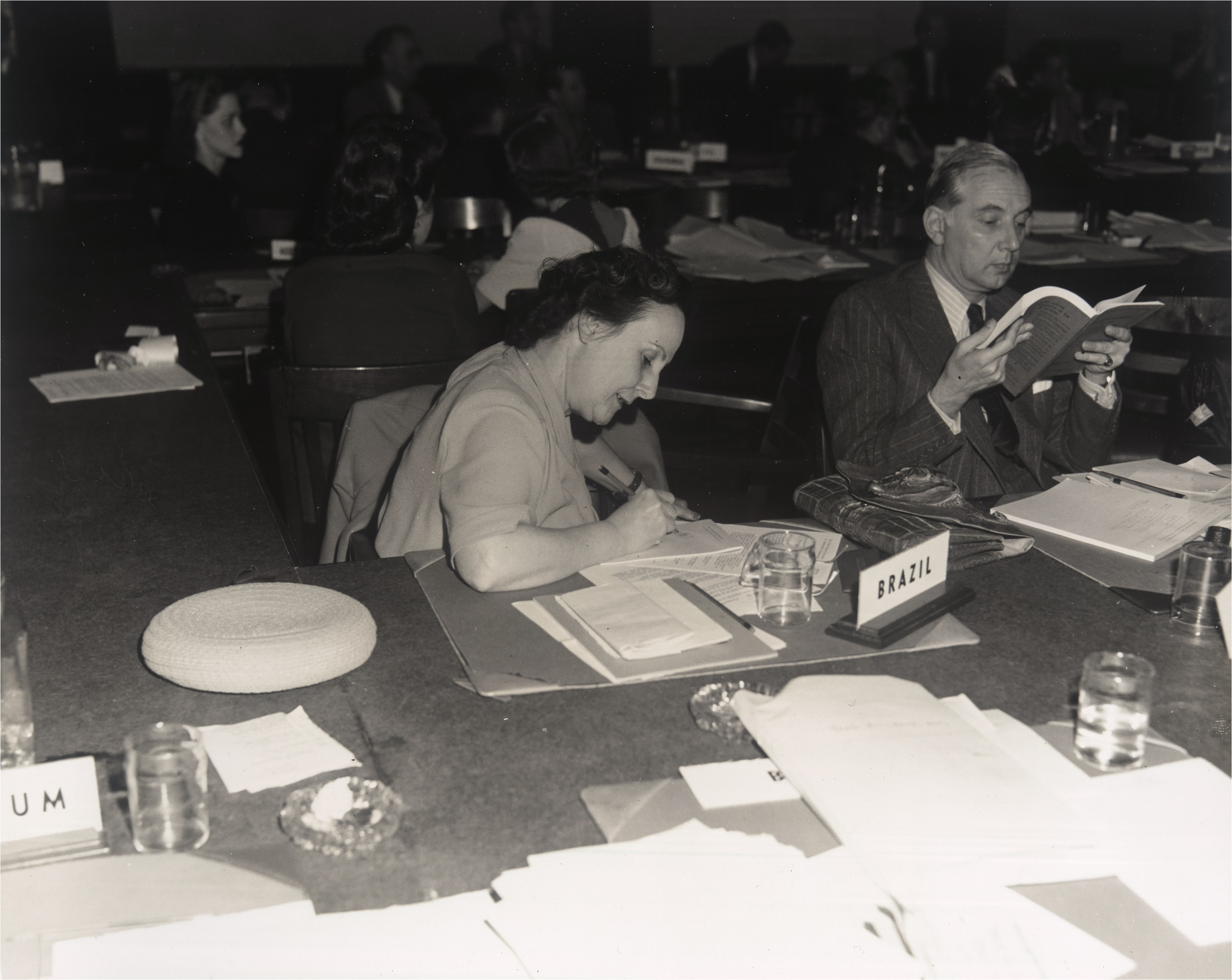
A brasileira Bertha Lutz durante a Conferência de São Francisco, em 1945. Ela teve um papel primordial na menção sobre igualdade de gênero no texto da Carta das Nações Unidas.

Charles Fourier, um socialista utópico e filósofo francês, é creditado por ter inventado a palavra "feminismo" em 1837. A expressão "feminismo" e "feminista" apareceu pela primeira vez na França e nos Países Baixos em 1872, no Reino Unido na década de 1890 e nos Estados Unidos em 1910. O Oxford English Dictionary lista 1894 como o ano da primeira aparição do termo "feminista" e 1895 para a palavra "feminismo". Dependendo do momento histórico, da cultura e do país, as feministas tiveram diferentes causas e objetivos. A maioria dos historiadores feministas ocidentais afirmam que todos os movimentos que trabalham para obter os direitos das mulheres devem ser considerados feministas, mesmo quando eles não apliquem o termo a si mesmos. Outros historiadores afirmam que o termo deve ser limitado ao movimento feminista moderno e aos seus descendentes. Esses historiadores usam o rótulo de "protofeminista" para descrever os movimentos anteriores.
Feministas e acadêmicos dividiram a história do movimento em três "ondas". A primeira onda se refere principalmente ao sufrágio feminino, movimento que ganhou força no século XIX e início do XX. A segunda onda se refere às ideias e ações associadas com os movimentos de liberação feminina iniciados na década de 1960, que lutavam pela igualdade legal e social para as mulheres. A terceira onda seria uma continuação — e, segundo alguns autores, uma reação às suas falhas — da segunda onda, iniciada na década de 1990.

### Século XIX e início do século XX
A primeira onda do feminismo se refere a um período extenso de atividade feminista ocorrido durante o século XIX e início do século XX no Reino Unido e nos Estados Unidos, que tinha o foco originalmente na promoção da igualdade nos direitos contratuais e de propriedade para homens e mulheres, e na oposição de casamentos arranjados e da propriedade de mulheres casadas (e seus filhos) por seus maridos. No entanto, no fim do século XIX, o ativismo passou a se focar principalmente na conquista de poder político, especialmente o direito ao sufrágio por parte das mulheres. Ainda assim, feministas como Voltairine de Cleyre e Margaret Sanger já faziam campanhas pelos direitos sexuais, reprodutivos e econômicos das mulheres nesta época.
No Reino Unido, as suffragettes e, talvez de maneira ainda mais eficiente, as sufragistas, fizeram campanha pelo sufrágio feminino. Em 1918, o Representation of the People Act foi aprovado, concedendo o direito ao voto às mulheres acima de 30 anos de idade que possuíssem uma ou mais casas. Em 1928, este direito foi estendido à todas as mulheres acima de vinte e um anos de idade. Nos Estados Unidos, líderes deste movimento incluíram Lucretia Mott, Lucy Stone, Elizabeth Cady Stanton e Susan B. Anthony, que haviam todas lutado pela abolição da escravidão antes de defender o direito das mulheres ao voto; todas eram influenciadas profundamente pelo pensamento quaker. A primeira onda do feminismo, nos Estados Unidos, envolveu uma ampla variedade de mulheres; algumas, como Frances Willard, pertenciam a grupos cristãos, como a Woman's Christian Temperance Union; outras, como Matilda Joslyn Gage, eram mais radicais e se expressavam dentro da National Woman Suffrage Association, ou de maneira independente. Considera-se que a primeira onda do feminismo nos Estados Unidos como tenha terminado com a aprovação da Décima Nona Emenda à Constituição dos Estados Unidos, em 1919, que concedeu às mulheres o direito ao voto em todos os estados.
O termo primeira onda foi cunhado em retrospecto, depois que o termo segunda onda do feminismo começou a ser usado para descrever um movimento feminista mais novo, que focalizava tanto no combate às desigualdades sociais e culturais quanto às políticas.
A primeira onda de feministas, ao contrário da segunda, preocupou-se muito pouco com a questão do aborto; no geral, eram contrárias ao conceito. Embora nunca tenha se casado, Anthony publicou seus pontos de vista sobre o casamento, sustentando que uma mulher deveria ter o direito de recusar-se a fazer sexo com seu marido; a mulher americana não tinha, até então, qualquer recurso legal contra o estupro por seu próprio marido. Primordial, em sua opinião, era conceder a mulher o direito ao seu próprio corpo, que ela via como um elemento essencial na prevenção de gravidezes indesejadas, através do uso de abstinência como método contraceptivo. Escreveu sobre o assunto em seu jornal, The Revolution, em 1869, argumentando que, em vez de meramente tentar aprovar uma lei contra o aborto, sua causa principal deveria também ser abordada. A simples aprovação de uma lei antiaborto seria "apenas cortar o topo da erva daninha, enquanto sua raiz permanece".

### Meados do século XX

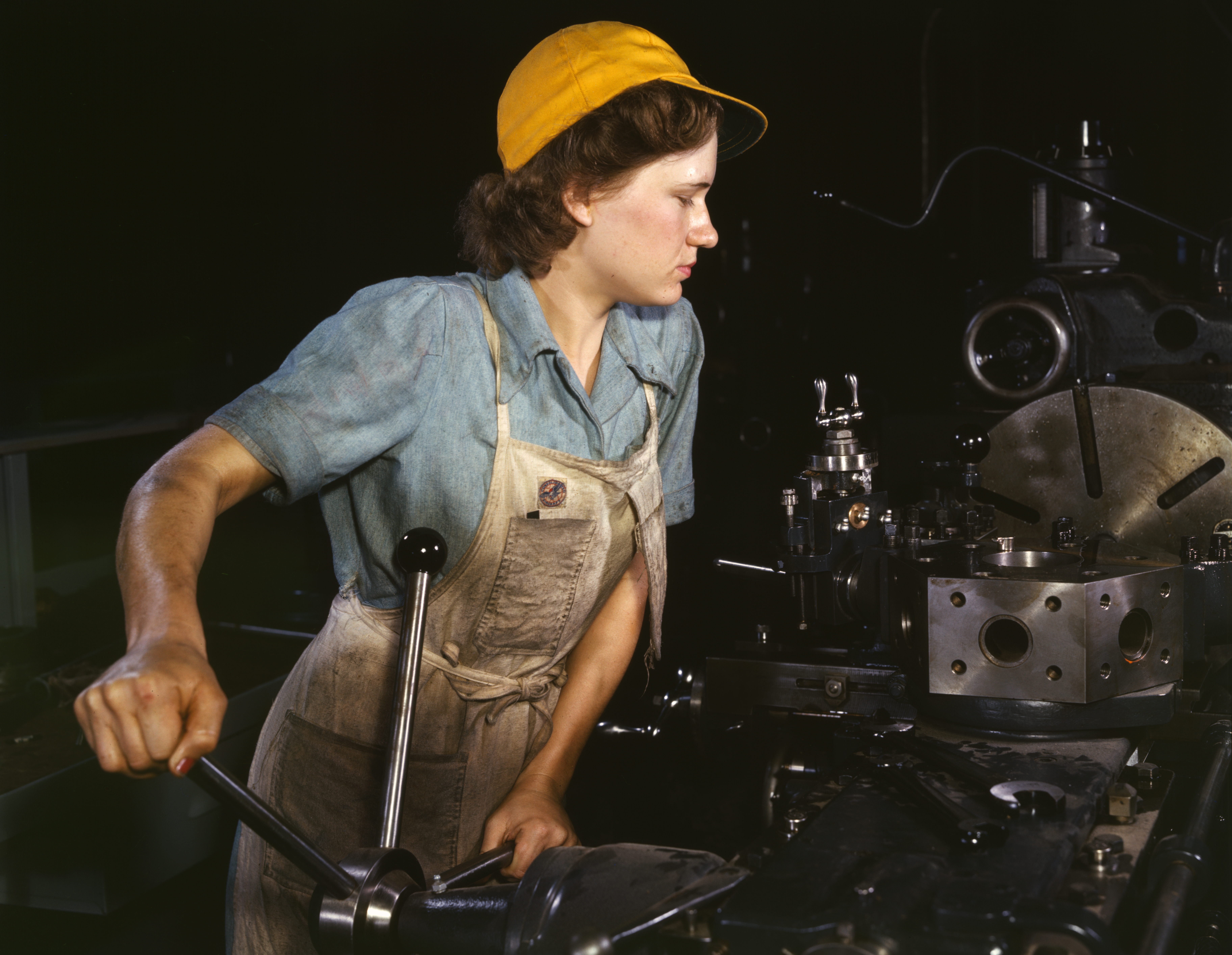
Propaganda do governo norte-americano mostrando uma mulher trabalhando em uma fábrica em Fort Worth, Texas, Estados Unidos, durante a Segunda Guerra Mundial (1942).

Em meados do século XX, em alguns países europeus, as mulheres ainda não tinham alguns direitos importantes. As feministas nesses países continuaram a lutar pelo direito de voto. Na Suíça, as mulheres ganharam o direito de votar em eleições federais apenas em 1971 e no cantão de Appenzell Interior as mulheres obtiveram o direito de votar em questões locais só em 1991, quando o cantão foi forçado a fazê-lo pelo Supremo Tribunal Federal da Suíça. Em Liechtenstein, as mulheres conquistaram o direito de votar em 1984, depois de um referendo.
As feministas continuaram a campanha para a reforma das leis de família que davam aos maridos controle sobre suas esposas. As leis em relação a isso foram abolidas no século XX no Reino Unido e nos Estados Unidos, mas em muitos países da Europa continental as mulheres casadas ainda tinham poucos direitos. Por exemplo, na França as mulheres casadas receberam o direito de trabalhar sem a permissão de seu marido apenas em 1965. As feministas também trabalharam para abolir a "isenção conjugal" nas leis de estupro, que impediam o julgamento dos maridos que estupravam suas próprias esposas. As tentativas anteriores das feministas da primeira onda, como Voltairine de Cleyre, Victoria Woodhull e Elizabeth Clarke Wolstenholme Elmy, para criminalizar a violação conjugal no final do século XIX não tiveram sucesso, sendo que isto foi apenas alcançado um século mais tarde na maioria dos países ocidentais, mas ainda não foi conquistado em muitas outras partes do mundo.

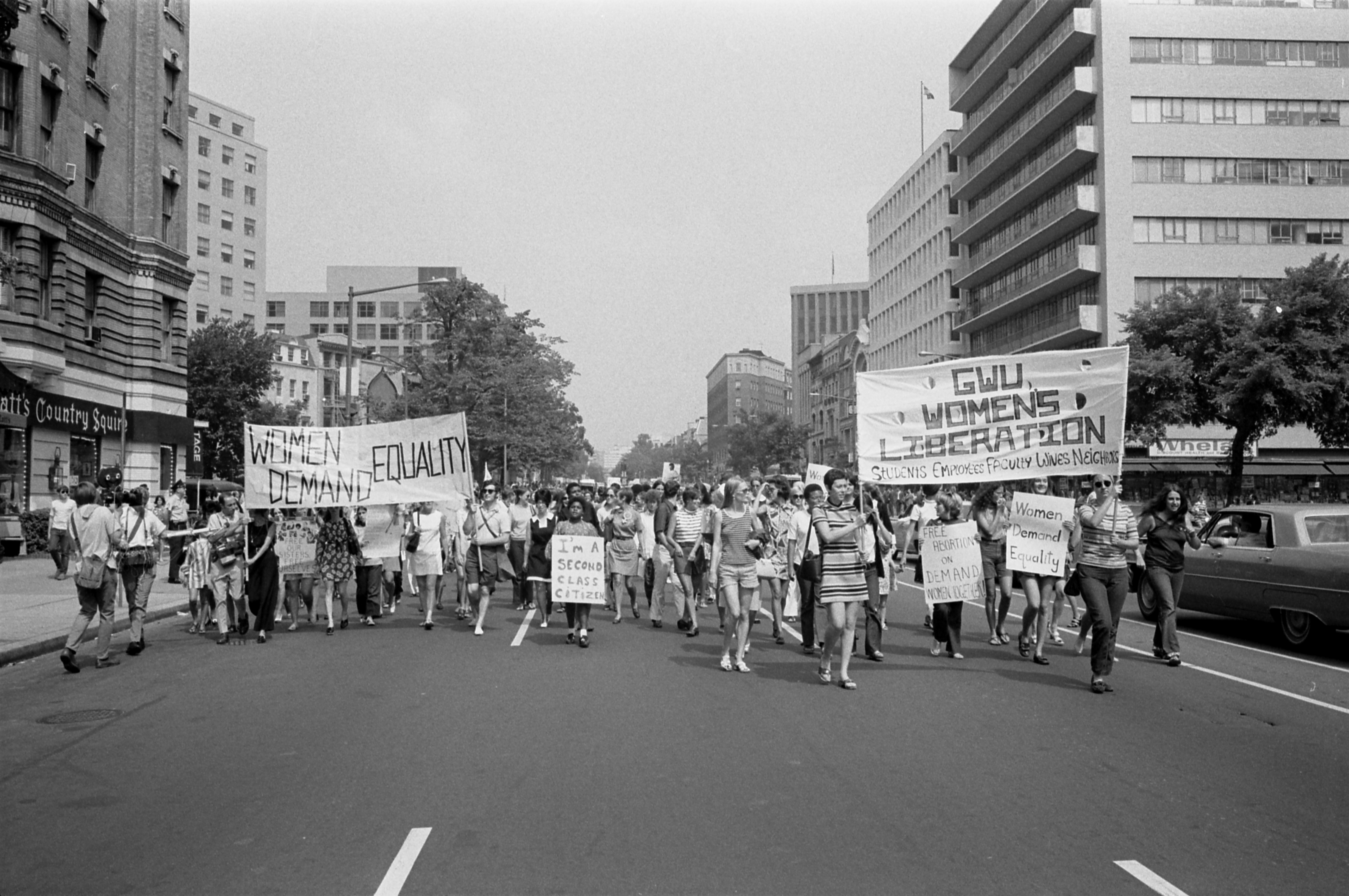
Passeata pelos direitos das mulheres em 1970 em Washington, D.C.

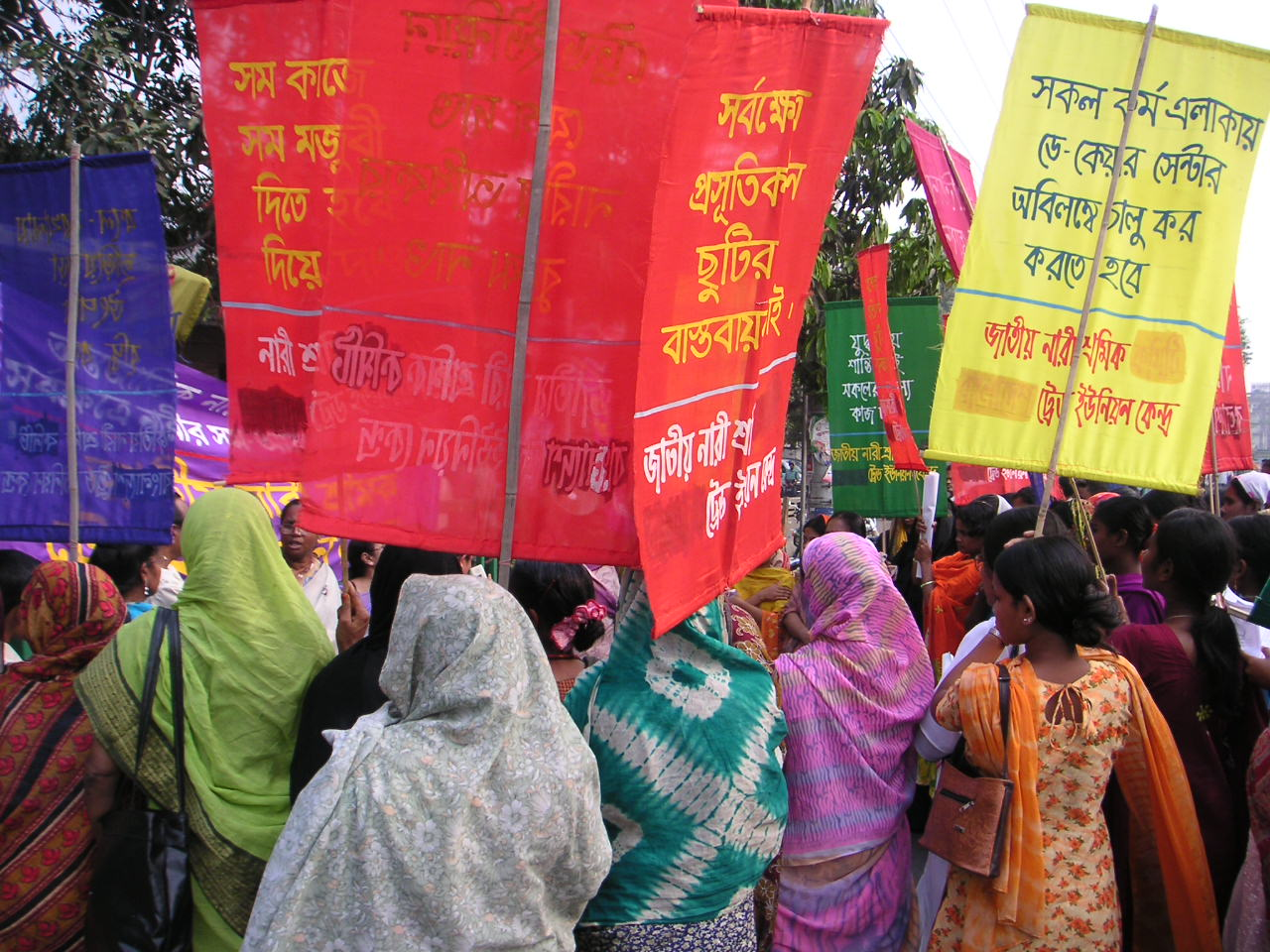
Passeata pelo Dia Internacional da Mulher em Daca, Bangladesh, organizado pelo Sindicato Comercial Nacional das Trabalhadoras.

A filósofa francesa Simone de Beauvoir forneceu uma solução marxista e uma visão existencialista sobre muitas das questões do feminismo com a publicação de Le Deuxième Sexe (O Segundo Sexo) em 1949. O livro expressa o sentimento de injustiça das feministas. A segunda onda do feminismo é um movimento feminista que começou no início de 1960 e continua até o presente; como tal, coexiste com o feminismo de terceira onda. A segunda onda feminista é bastante preocupada com as questões de igualdade que vão além do sufrágio, como acabar com a discriminação.
As feministas da segunda onda veem as desigualdades culturais e políticas das mulheres como intrinsecamente ligadas e incentivam as mulheres a entender os aspectos de suas vidas pessoais como profundamente politizados e como o reflexo de estruturas de poder sexistas. A ativista e autora feminista Carol Hanisch cunhou o slogan "o pessoal é político", que se tornou sinônimo da segunda onda.
O feminismo de segunda e de terceira onda na China tem sido caracterizado por uma reavaliação do papel das mulheres durante a revolução comunista e outros movimentos de reforma e novas discussões sobre se a igualdade das mulheres foi, na verdade, plenamente alcançada.
Em 1956, o presidente do Egito, Gamal Abdel Nasser, iniciou "feminismo de Estado", que proibiu a discriminação com base no sexo e concedeu o sufrágio feminino, mas também bloqueou o ativismo político de líderes feministas. Durante a presidência de Anwar Al Sadat, sua esposa, Jehan Sadat, defendeu publicamente direitos adicionais para as mulheres, embora a política e a sociedade egípcia tenham começado a afastar-se da igualdade das mulheres com o novo movimento islâmico e o crescente conservadorismo. No entanto, alguns ativistas propuseram um novo movimento feminista, o feminismo islâmico, que defende a igualdade das mulheres dentro de uma estrutura islâmica.
Na América Latina, as revoluções trouxeram mudanças no estatuto das mulheres em países como a Nicarágua, onde a ideologia feminista durante Revolução Sandinista foi auxiliada, mas ficou aquém de alcançar uma mudança social e ideológica real na sociedade.

### Final do século XX e início do século XXI

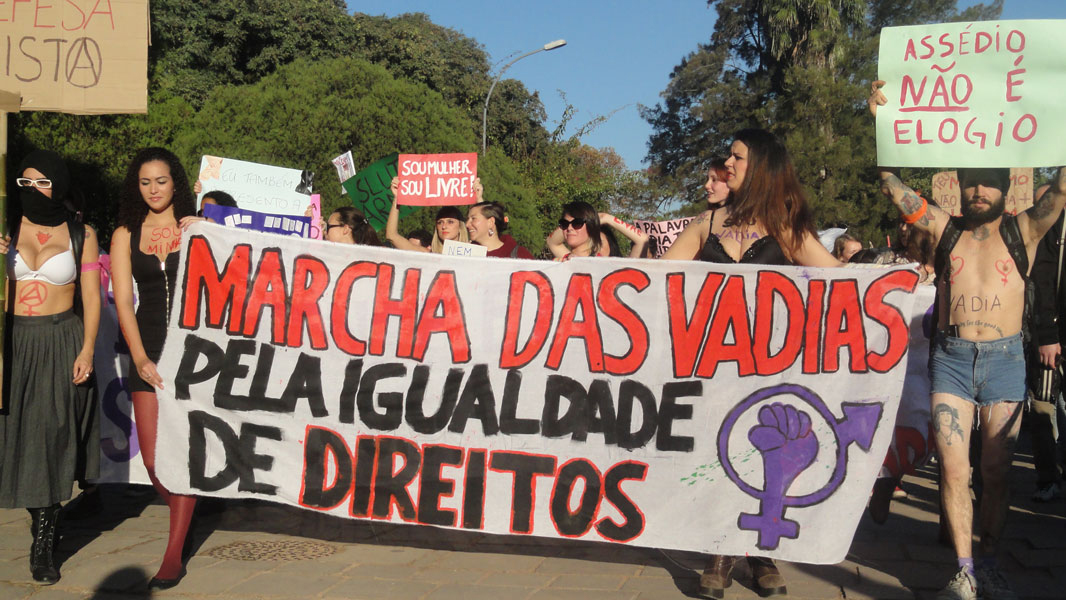
Marcha das Vadias de 2013 em Porto Alegre, Brasil

A terceira onda do feminismo começou no início da década de 1990, como uma resposta às supostas falhas da segunda onda e também como uma retaliação a iniciativas e movimentos criados por esta. O feminismo da terceira onda visa desafiar ou evitar aquilo que vê como as definições essencialistas da feminilidade feitas pela segunda onda que colocaria ênfase demais nas experiências das mulheres brancas de classe média alta.
Uma interpretação pós-estruturalista do gênero e da sexualidade é central à maior parte da ideologia da terceira onda. As feministas da terceira onda frequentemente enfatizam a "micropolítica" e desafiam os paradigmas da segunda onda sobre o que é e o que não é bom para as mulheres. A terceira onda teve sua origem no meio da década de 1980; líderes feministas com raízes na segunda onda, como Gloria Anzaldua, bell hooks, Cherrie Moraga, Audre Lorde, Maxine Hong Kingston e diversas outras feministas negras, procuraram negociar um espaço dentro da esfera feminista para a consideração de subjetividades relacionadas à raça.
A terceira onda do feminismo também apresenta debates internos. O chamado feminismo da diferença, cujo importante expoente é a psicóloga Carol Gillian, defende que há importantes diferenças entre os sexos, enquanto outras vertentes creem não haver diferenças inerentes entre homens e mulheres defendendo que os papéis atribuídos a cada gênero instauram socialmente a diferença.

## Escolas teóricas

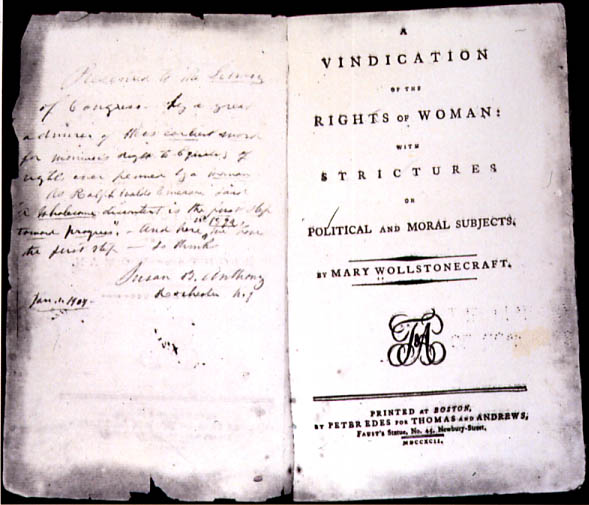
Manuscrito da obra de Mary Wollstonecraft, Uma Reivindicação pelos Direitos da Mulher.

A teoria feminista é uma extensão do feminismo para os campos teóricos ou filosóficos e abrange obras numa série de disciplinas, que incluem a antropologia, a sociologia, economia, estudos feministas, crítica literária, história da arte, psicanálise, ética e filosofia. A teoria feminista tem como meta compreender a desigualdade de gênero e mantém o seu foco nas políticas relacionadas aos sexos, às relações de poder e à sexualidade. Ao mesmo tempo em que fornece uma crítica destas relações sociais e políticas, a maior parte da teoria feminista visa a promoção dos interesses e direitos das mulheres. Entre os temas explorados pela teoria feminista estão a discriminação, estereotipagem, objetificação (especialmente a objetificação sexual), opressão e o patriarcado.
A feminista e crítica literária norte-americana Elaine Showalter descreve o desenvolvimento em fases da teoria feminista; ela chama a primeira fase de "crítica feminista", na qual a leitora feminista examina as ideologias por trás dos fenômenos literários; a segunda ela chama de "ginocrítica", na qual a "mulher é a produtora de significado textual", incluindo "a psicodinâmica da criatividade feminina, a linguística e o problema de uma língua feminina, a trajetória da história e da carreira literária feminina, individual ou coletiva." A última fase é chamada por ela de "teoria do gênero", na qual a "inscrição ideológica e os efeitos literários do sistema de sexo/gêneros" são explorados. A acadêmica Toril Moi criticou este modelo, que viu como um modelo essencialista e determinista para a subjetividade feminina, que não consegue levar em conta a situação das mulheres fora do Ocidente.

### Feminismo francês

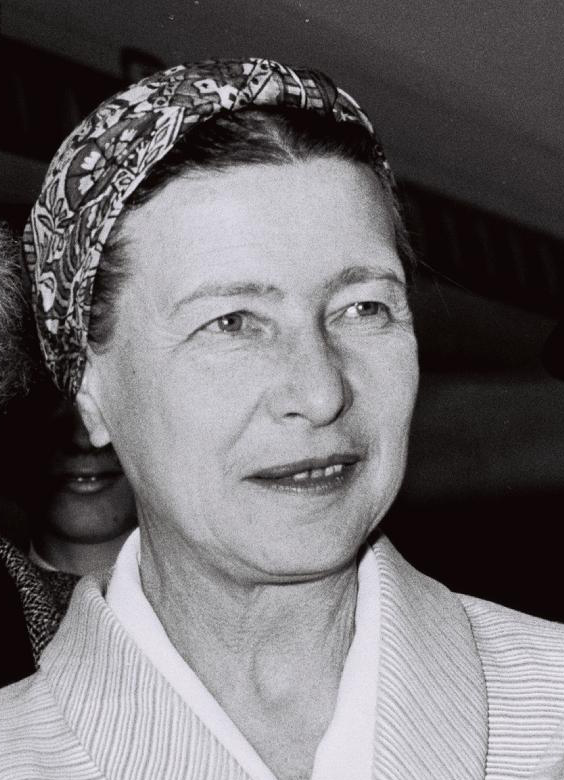
Simone de Beauvoir, uma escritora, filósofa existencialista e feminista francesa.

A expressão feminismo francês se refere a um ramo do feminismo que teria surgido a partir de um grupo de estudiosos franceses, entre as décadas de 1970 e 1990. O feminismo francês, comparado ao anglófono, se destaca por uma abordagem mais filosófica e literária e por seus escritos tenderem a ser mais efusivos e metafóricos e menos preocupados com a doutrina política, sendo, geralmente, mais focados nas teorias "do corpo". O termo inclui autores que não são necessariamente franceses, mas que trabalharam substancialmente na França ou na tradição francesa, tais como Julia Kristeva e Bracha Ettinger.
A escritora e filosofa francesa Simone de Beauvoir escreveu romances, monografias sobre filosofia, política e questões sociais, ensaios, biografias e uma autobiografia, e é conhecida atualmente por seus romances metafísicos, incluindo Ela Veio Para Ficar e Os Mandarins, e por sua obra O Segundo Sexo, de 1949, uma análise detalhada da opressão sofrida pela mulher e um tratado com as fundações do feminismo contemporâneo. O livro estabelece um existencialismo feminista, que determina uma revolução moral. Como existencialista, aceitou o preceito de Jean-Paul Sartre de que "a existência precede a essência" e, portanto, "não se nasce uma mulher, torna-se uma". Sua análise se concentra na construção social da Mulher como o Outro, que ela identifica como sendo fundamental à opressão da mulher. Um de seus argumentos é o de que as mulheres teriam sido consideradas, ao longo da história, como anormais e transviadas, e sustenta que até mesmo Mary Wollstonecraft considerava os homens como o ideal ao qual as mulheres deviam aspirar; para o feminismo seguir adiante, segundo ela, esta atitude deveria ser abandonada.
Na década de 1970, as feministas francesas abordaram o feminismo com o conceito de écriture féminine, que pode ser traduzido como "escrita feminina". Segundo Helene Cixous, a escrita e a filosofia seriam falocêntricas e, juntamente com outras feministas francesas como Luce Irigaray, enfatizou a "escrita do corpo" como um exercício subversivo. O trabalho da filósofa e psicanalista feminista Julia Kristeva influenciou a teoria feminista em geral, em especial a crítica literária feminista e, a partir da década de 1980, o trabalho da artista e psicanalista Bracha Ettinger influenciou a crítica literária, história da arte e a teoria do cinema. No entanto, como a acadêmica Elizabeth Wright apontou, "nenhuma destas feministas francesas se alinha com o movimento feminista tal como ele aparecia no mundo anglófono".

## Ideologias
Muitos movimentos feministas que se sobrepõem e ideologias têm se desenvolvido ao longo dos anos.

### Movimentos políticos

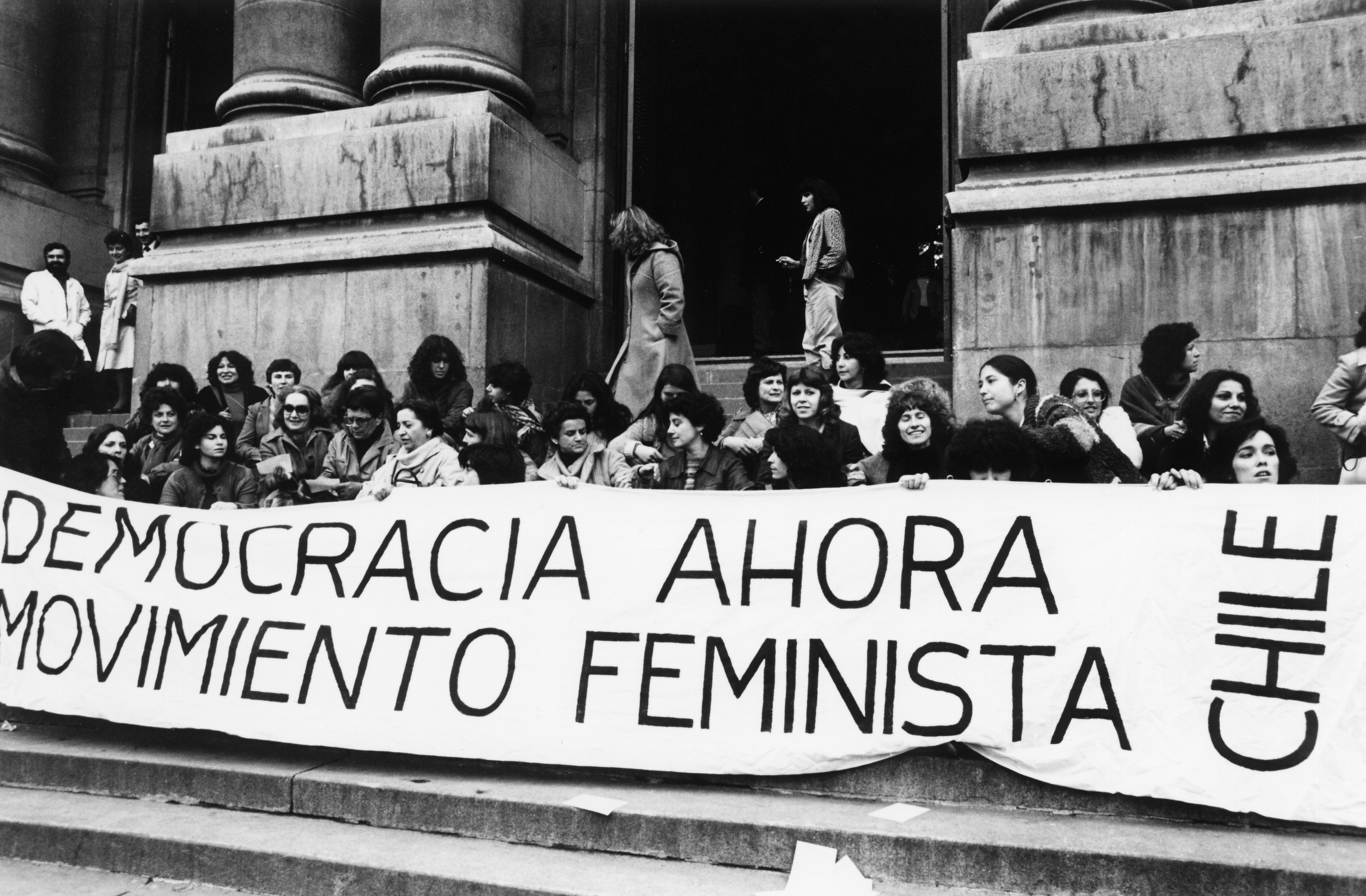
Feministas se manifestam em Santiago, Chile, para pedir democracia durante a ditadura militar de Augusto Pinochet.

Alguns ramos do feminismo acompanham de perto as tendências políticas da sociedade em geral, como o liberalismo e o conservadorismo, ou o foco no meio ambiente. O feminismo liberal busca a igualdade individualista de homens e mulheres através de uma reforma política e legal, sem alterar a estrutura da sociedade. O feminismo radical considera a hierarquia capitalista controlada por homens como a característica definidora da opressão às mulheres e a erradicação total e reconstrução da sociedade, se necessário. O feminismo conservador é conservador em relação à sociedade em que ele reside. O feminismo libertário concebe as pessoas como auto-proprietárias e, portanto, o direito de liberdade em relação a interferência coercitiva. O feminismo separatista não apoia as relações heterossexuais. O feminismo lésbico é, portanto, intimamente relacionado. Outras feministas criticam o feminismo separatista como sexista. Ecofeministas veem o controle da terra como responsável pela opressão das mulheres e a destruição do ambiente natural dos homens; o ecofeminismo tem sido criticado por se concentrar demais em uma conexão mística entre as mulheres e a natureza.

### Ideologias materialistas

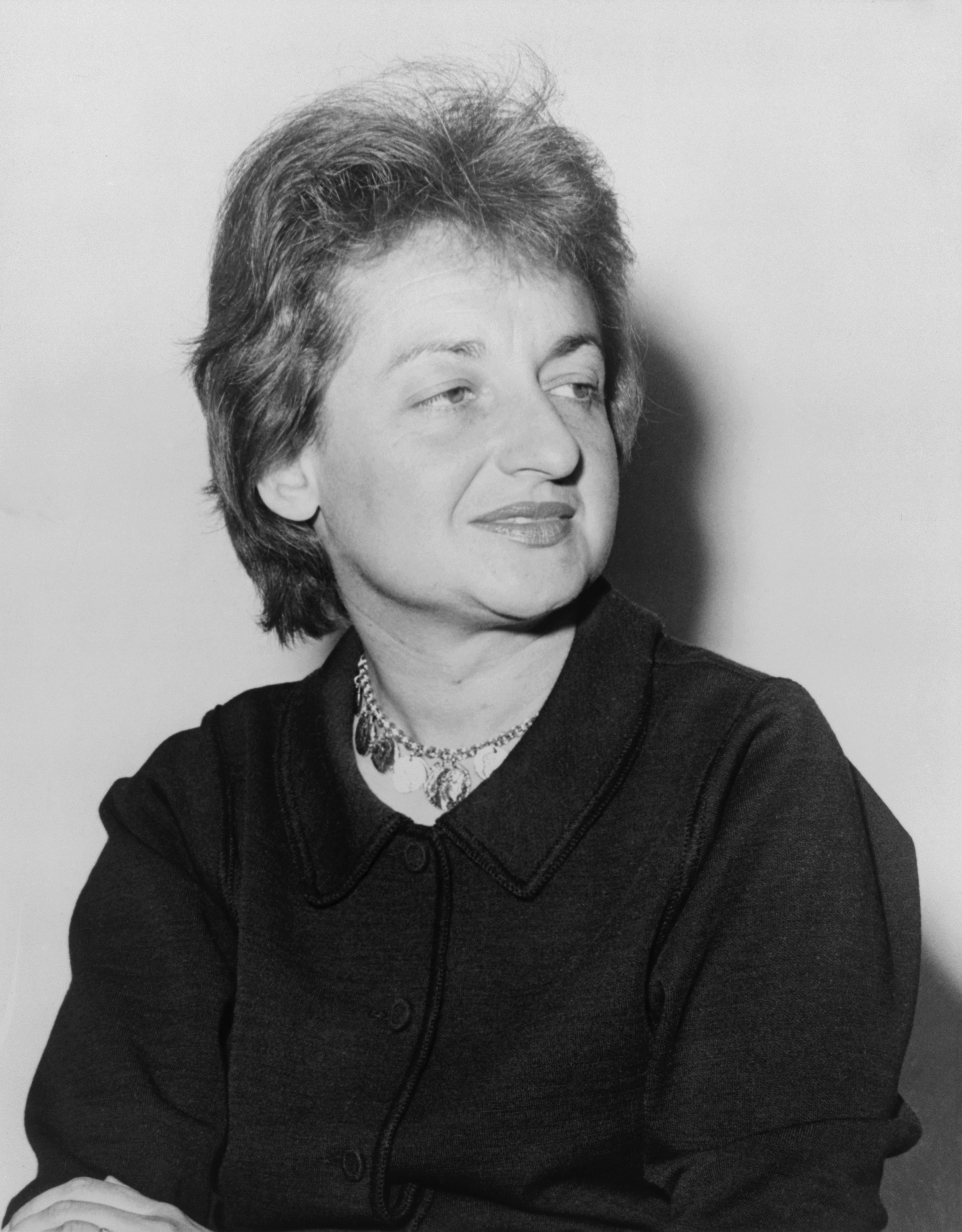
Betty Friedan em 1960.

Rosemary Hennessy e Chrys Ingraham dizem que os feminismos materialistas cresceram a partir do pensamento marxista ocidental e inspiraram uma série de diferentes (mas que se sobrepõem) movimentos, os quais estão envolvidos em uma crítica ao capitalismo e vocacionado para o relacionamento da ideologia para as mulheres. O feminismo marxista argumenta que a propriedade privada é a causa raiz da opressão às mulheres, defendendo que a libertação das mulheres só pode ser alcançada através do trabalho para acabar com as fontes econômicas e culturais da opressão, ou seja, resolvendo o problema da escassez. As anarcafeministas acreditam que a luta de classes e a anarquia contra o Estado exigem a luta contra o patriarcado, que vem da hierarquia involuntária.

### Ideologias racial e pós-colonial

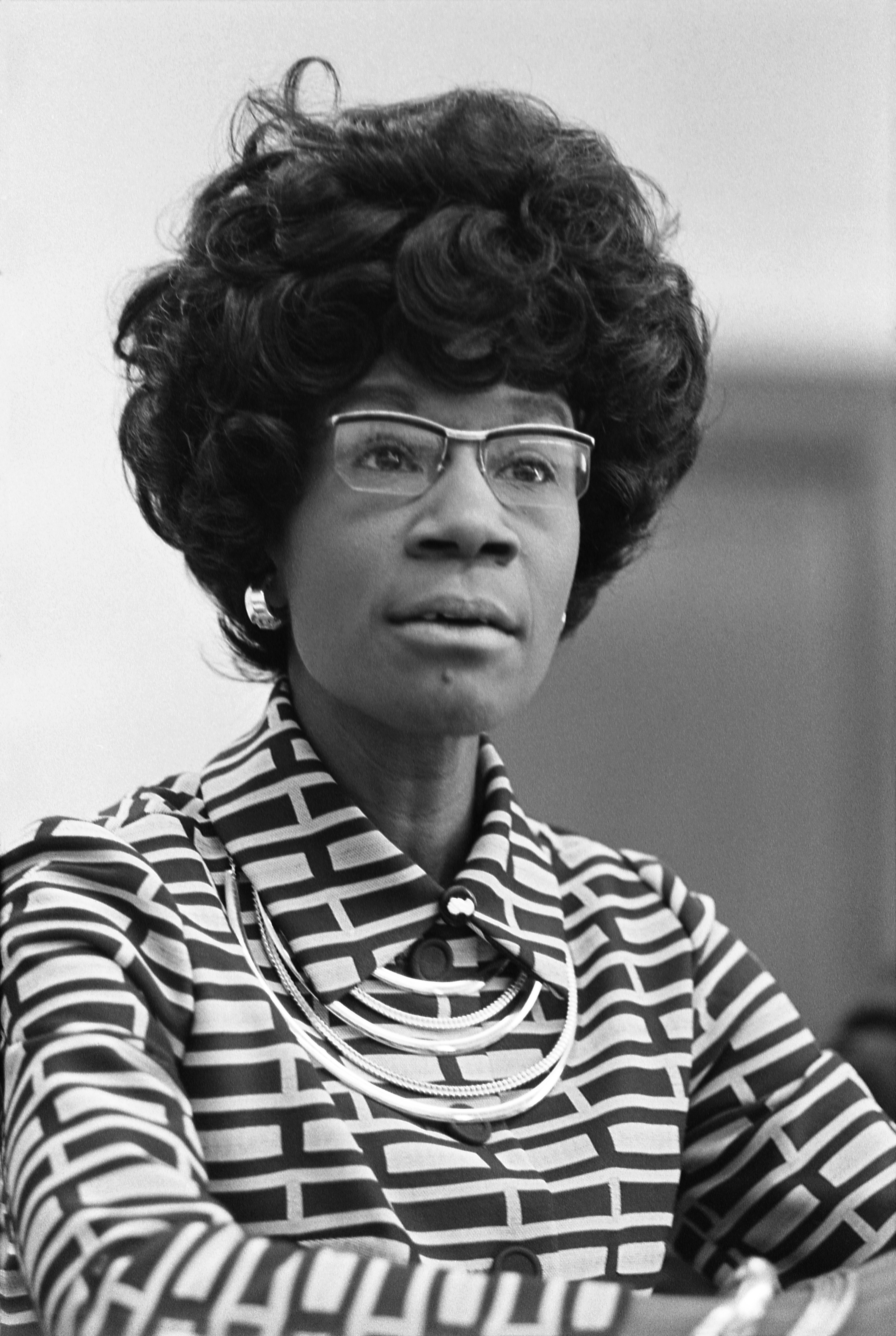
Shirley Chisholm (1924-2005), defensora dos direitos da mulher. Em 1968, tornou-se a primeira afro-americana eleita para o Congresso dos Estados Unidos e a concorrer à nomeação democrata para a eleição presidencial.

Sara Ahmed argumenta que os feminismos negro e pós-colonial são um desafio "para algumas das premissas da organização do pensamento feminista ocidental". Durante grande parte de sua história, os movimentos feministas e desenvolvimentos teóricos foram conduzidos predominantemente por mulheres da classe média branca da Europa Ocidental e América do Norte. No entanto as mulheres de outras raças propuseram feminismos alternativos. Essa tendência se acelerou na década de 1960 com o movimento dos direitos civis nos Estados Unidos e com o colapso do colonialismo europeu na África, Caribe, partes da América Latina e Sudeste Asiático. Desde aquela época, as mulheres nos países em desenvolvimento ex-colônias e que são de outra ou de várias etnias e que vivem em situação de pobreza propuseram feminismos adicionais. O mulherismo surgiu após os primeiros movimentos feministas serem em grande parte compostos por brancas de classe média. As feministas pós-coloniais argumentam que a opressão colonial e o feminismo ocidental marginalizaram as mulheres pós-coloniais, mas não as tornaram passivas ou sem voz. O feminismo de terceiro mundo está intimamente relacionado com o feminismo pós-colonial.

### Ideologias construtivistas sociais
No final do século XX, várias feministas começaram a argumentar que os papéis de gênero são construídos socialmente e que é impossível generalizar as experiências das mulheres em todas as culturas e histórias. O feminismo pós-estrutural baseia-se nas filosofias do pós-estruturalismo e da desconstrução, a fim de argumentar que o conceito de gênero é criado socialmente e culturalmente por meio do discurso. As feministas pós-modernas também enfatizam a construção social de gênero e a natureza discursiva da realidade, porém, como Pamela Abbot notou et al., uma abordagem pós-moderna destaca no feminismo "a existência de múltiplas verdades (ao invés de simplesmente de pontos de vista dos homens e das mulheres)".

### Movimentos culturais
O riot grrrl é um movimento feminista da cultura punk que começou na década de 1990 e é frequentemente associado com o feminismo de terceira onda. Foi criado com base na filosofia DIY de valores punk. O riot grrls tomou uma postura anticorporativa, de autossuficiência e auto-dependência. A ênfase movimento é na identidade feminina universal e no separatismo, muitas vezes parece mais intimamente com a segunda onda do feminismo do que com a terceira onda. O movimento incentiva os "pontos de vista central das adolescentes", o que lhes permite expressar-se plenamente. O feminismo lipstick é um movimento feminista cultural que tenta responder à lacuna da segunda onda do feminismo radical da década de 1960 e 1970, com a recuperação de símbolos da identidade "feminina", como maquiagem, roupas sugestivas e o fascínio sexual como pontos válidos de escolhas pessoais.

## Relação com outros movimentos políticos
O feminismo teve interações complexas com os principais movimentos políticos do século XX.

### Socialismo
Desde o final do século XIX algumas feministas se aliaram ao socialismo, enquanto outras criticaram a ideologia socialista por ser insuficientemente preocupada com os direitos das mulheres. August Bebel, um ativista precoce do Partido Social-Democrata Alemão, publicou sua obra Die Frau und der Sozialismus, justapondo a luta pela igualdade de direitos entre os sexos, com a igualdade social em geral. Em 1907 houve uma Conferência Internacional das Mulheres Socialistas em Stuttgart, na Alemanha, onde o sufrágio feminino foi descrito como uma ferramenta de luta de classes. Clara Zetkin, do Partido Social-Democrata Alemão, clamou pelo voto feminino para construir uma "ordem socialista, a única que permite uma solução radical para a questão da mulher".
No Reino Unido, o movimento de mulheres foi aliado com o Partido Trabalhista. Nos Estados Unidos, Betty Friedan surgiu a partir de um fundo radical para assumir a liderança. A Radical Women é a mais antiga organização feminista socialista nos Estados Unidos e ainda está ativa. Durante a Guerra Civil Espanhola, Dolores Ibárruri (La Pasionaria) liderou o Partido Comunista da Espanha. Embora ela apoiasse a igualdade de direitos para as mulheres, ela se opunha que as mulheres lutassem na parte da frente e entraram em confronto com o anarcofeminista Mujeres Libres.

### Fascismo
O fascismo receitava posturas dúbias sobre o feminismo por seus praticantes e por grupos de mulheres. Entre outras exigências em matéria de reforma social apresentada no manifesto fascista em 1919 foi a expansão do sufrágio a todos os cidadãos italianos com mais de 18 anos de idade, incluindo as mulheres (o que foi realizado apenas em 1946, após a derrota do fascismo) e a elegibilidade para que todos com mais de 25 anos possam concorrer a cargos. Esta demanda foi particularmente defendida por grupos auxiliares das mulheres fascistas, como o fasci femminilli e apenas parcialmente realizado em 1925, sob pressão dos parceiros de coalizão mais conservadores do primeiro-ministro Benito Mussolini.
Cipriano Blamires afirma que, embora as feministas estivessem entre aquelas que se opunham a ascensão de Adolf Hitler, o feminismo teve um relacionamento complicado com o movimento nazista, que tinha várias apoiantes mulheres, bem como grupos femininos. Enquanto os nazistas glorificado noções tradicionais da sociedade patriarcal e do seu papel para as mulheres, eles alegavam a reconhecer a igualdade das mulheres no mercado de trabalho. No entanto, Hitler e Mussolini se declararam em oposição ao feminismo e, depois da ascensão do nazismo na Alemanha em 1933, houve uma rápida dissolução dos direitos políticos e das oportunidades econômicas que as feministas lutaram durante o período pré-guerra e, até certo ponto, durante a década de 1920. Georges Duby et al., nota que, na prática, a sociedade fascista era hierárquica e enfatizava a virilidade masculina, sendo que para as mulheres houve a manutenção de uma posição em grande parte subordinada. Blamires também observa que neofascismo tem sido, desde os anos 1960, hostil com o feminismo e defende que as mulheres aceitem "seus papéis tradicionais" na sociedade.

### Movimento pelos direitos civis e contra o racismo
O movimento dos direitos civis tem influenciado e informado o movimento feminista e vice-versa. Muitas feministas ocidentais adaptaram a linguagem e as teorias de ativismo pela igualdade entre negros e brancos e traçou paralelos entre os direitos das mulheres e os direitos das pessoas não-brancas. Apesar das conexões entre os movimentos feminista e de direitos civis, alguma tensão surgiu durante a década de 1960 e início de 1970, quando as mulheres não-brancas argumentavam que o feminismo era predominantemente branco e de classe média e não entendia e/ou não estava preocupado com as questões raciais. Da mesma forma, algumas mulheres argumentam que o movimento dos direitos civis tinha elementos sexistas e não trata adequadamente as preocupações das mulheres. Estas críticas criaram novas teorias sociais feministas sobre as interseções de racismo, classismo e sexismo e novos feminismos, como o feminismo negro e do feminismo chicano.

## Sexualidade
Ao longo da década de 1970, uma grande variedade de mulheres influentes aceitaram o lesbianismo e a bissexualidade como parte do feminismo. Como resultado, uma proporção significativa de feministas favorecia este ponto de vista, no entanto, outros consideravam a sexualidade irrelevante para a consecução de outros objetivos.
As atitudes feministas e a sexualidade feminina têm tomado algumas direções diferentes. Questões como a indústria do sexo, a representação sexual nos meios de comunicação e questões relativas ao consentimento para relações sexuais em condições de dominação masculina têm sido particularmente controversas entre as feministas. Este debate culminou no final dos anos 1970 e 1980, no que veio a ser conhecido como a "Guerras sexuais feministas", que opôs o feminismo antipornografia contra o feminismo sexo-positivo e partes do movimento feminista foram profundamente divididas por estes debates.

### Indústria do sexo
Os pareceres sobre a indústria do sexo dentro do movimento feminista são diversos. As feministas geralmente são ou críticas dela (vendo-a como exploradora, resultado de estruturas sociais patriarcais e que reforça atitudes sexuais e culturais que são cúmplices do estupro e do assédio sexual) ou a apoiam pelo menos parte dela (argumentando que algumas formas da indústria sexual podem ser um meio de expressão feminista e um meio das mulheres tomarem o controle de sua própria sexualidade).

#### Pornografia
A visão feminista da pornografia varia desde a condenação, como uma forma de violência contra as mulheres, até a interpretação de algumas formas de pornografia como um meio de expressão feminista. As feministas antipornografia argumentam que ela é perigosa para as mulheres e que as imagens sexualmente explícitas precisam ser controladas. Elas argumentam que a indústria pornográfica contribui para a violência contra as mulheres, tanto na produção (que implica a coerção física, psicológica, ou econômica das mulheres que a realizam e onde argumentam que o abuso e a exploração de mulheres é galopante) quanto no seu consumo (onde argumentam que a pornografia erotiza a dominação, a humilhação e a coerção das mulheres, além de reforçar atitudes sexuais e culturais que são cúmplices do estupro e do assédio sexual). As feministas que encaram o sexo de maneira positiva, no entanto, argumentam que a liberdade sexual é um componente essencial da liberdade das mulheres. Como tal, as feministas pró-pornografia se opõem aos esforços para controlar as atividades sexuais consensuais entre adultos.

#### Prostituição e tráfico
A visão das feministas sobre a prostituição variam, mas muitas dessas perspectivas podem ser livremente organizadas em um ponto de vista global, que geralmente é crítico ou de apoio da prostituição e do trabalho sexual. No entanto, as feministas antiprostituição se opõem fortemente, visto que veem como uma forma de violência e exploração de mulheres e um sinal da dominação masculina sobre a classe feminina. Entre as feministas que detêm tais pontos de vista sobre a prostituição estão Kathleen Barry, Melissa Farley, Julie Bindel, Sheila Jeffreys, Catharine MacKinnon e Laura Lederer; A ONG Lobby Europeu das Mulheres também condena a prostituição como "uma forma intolerável de violência masculina".
Outras feministas afirmam que a prostituição e outras formas de trabalho sexual podem ser opções válidas para as mulheres e homens que optam por se envolver nessas atividades. Os defensores deste ponto de vista argumentam que a prostituição deve ser diferenciada da prostituição forçada e que as feministas devem apoiar o ativismo profissional do sexo contra os abusos, tanto da indústria do sexo quanto do sistema jurídico. A divergência entre essas duas posições feministas tem sido particularmente controversa, sendo possível compará-la às guerras sexuais feministas do final do século XX.

### Afirmação a autonomia sexual feminina
Para as feministas, o direito da mulher de controlar sua própria sexualidade é uma questão fundamental. Feministas, como Catharine MacKinnon, argumentam que as mulheres têm muito pouco controle sobre seus próprios corpos, visto que a sexualidade feminina é amplamente controlada e definida por homens em sociedades patriarcais. As feministas argumentam que a violência sexual cometida por homens é muitas vezes enraizada em ideologias do direito sexual masculino e que estes sistemas concedem às mulheres muito poucas opções legítimas para recusar tais avanços sexuais. Em muitas culturas, os homens não acreditam que uma mulher tem o direito de rejeitar os avanços sexuais masculinos ou de tomar uma decisão autônoma sobre a participação no sexo. As feministas afirmam que todas as culturas são, de uma forma ou de outra, dominadas por ideologias que, em grande parte, negam às mulheres o direito de decidir a forma de expressar a sua sexualidade, porque os homens sob o patriarcado se sentem no direito de definir o sexo em seus próprios termos. Este direito pode assumir diferentes formas, dependendo da cultura. Em muitas partes do mundo, especialmente em culturas conservadoras e religiosas, o casamento é considerado como uma instituição que exige uma mulher que seja sexualmente disponível em todos os momentos, praticamente sem limite; assim, forçar ou coagir sexo em uma mulher não é considerado um crime ou até mesmo um comportamento abusivo. Em culturas mais liberais, esse direito tem a forma de uma sexualização geral de toda a cultura. Isto é jogado na objetificação sexual das mulheres, sendo que a pornografia e outras formas de entretenimento sexual criam a fantasia de que todas as mulheres existem apenas para o prazer sexual dos homens e que as mulheres estão prontamente disponíveis e desejosas de fazer sexo a qualquer momento, com qualquer homem.

## Ciência
A filósofa norte-americana Sandra Harding diz que as "percepções morais e políticas do movimento das mulheres inspiraram cientistas sociais e biólogos a levantar questões críticas sobre as formas que os pesquisadores tradicionais têm explicado gênero, sexo e relações dentro e entre dos mundos social e natural." Algumas feministas, como Ruth Hubbard e Evelyn Fox Keller, criticam o discurso científico tradicional como sendo historicamente inclinado para uma perspectiva masculina. Uma parte da agenda de pesquisa feminista é o exame das formas em que as desigualdades de poder são criadas e/ou reforçadas em instituições científicas e acadêmicas. A físico Lisa Randall, nomeada para uma força-tarefa na Universidade de Harvard pelo então presidente Lawrence Summers depois de sua controversa discussão de por que as mulheres podem ser sub-representadas na ciência e na engenharia, disse: "Eu só quero ver um muitas mulheres mais dentro do campo para que estas questões não sejam levantadas mais".
Lynn Hankinson Nelson, uma filósofa norte-americana, observa que empiristas feministas encontram diferenças fundamentais entre as experiências de homens e mulheres. Assim, eles buscam obter conhecimento através da análise das experiências das mulheres e para "descobrir as consequências da omissão, qualificação errada ou desvalorização delas" para explicar uma gama da experiência humana. Outra parte da agenda da pesquisa feminista é a descoberta de maneiras em que as desigualdades de poder são criadas e/ou reforçadas na sociedade e nas instituições científicas e acadêmicas. Além disso, apesar dos apelos para uma maior atenção às estruturas de desigualdade de gênero na literatura acadêmica, análises estruturais de preconceito de gênero raramente aparecem em revistas de psicologia, especialmente nas áreas comumente estudadas da psicologia e da personalidade.
Uma crítica da epistemologia feminista é que ela permite que os valores sociais e políticos possam influenciar as suas conclusões. Susan Haack, professora de direito e filosofia da Universidade de Miami, também aponta que a epistemologia feminista reforça estereótipos tradicionais sobre o pensamento das mulheres (como ser intuitiva e emocional, etc). A historiadora, escritora e filósofa da ciência indiana Meera Nanda afirma que isto pode na verdade ser uma armadilha para mulheres dentro de "papéis de gênero tradicionais e ajudar a justificar o patriarcado".

### Biologia e gênero
A ciência feminista moderna desafia a visão essencialista biológica do gênero. Por exemplo, o livro de Anne Fausto-Sterling, Myths of Gender, explora os pressupostos contidos em pesquisas científicas que apoiam uma visão biologicamente essencialista de gênero. No livro Delusions of Gender, Cordelia Fine contesta a evidência científica que sugere que há uma diferença biológica inata entre mentes de homens e mulheres, afirmando que, em vez disso, as crenças culturais e sociais são a razão de diferenças entre os indivíduos que são comumente percebidas como diferenças sexuais.

### Psicologia
O feminismo na psicologia surgiu como uma crítica das perspectivas dominantemente masculinas na pesquisa psicológica, onde apenas as perspectivas dos homens foram estudadas com todos os indivíduos do sexo masculino. Conforme as mulheres conquistavam doutorados em psicologia, as mulheres e suas questões foram introduzidas como temas legítimos de estudo. A psicologia feminista enfatiza o contexto social, a experiência vivida e a análise qualitativa. Projetos como o Psychology's Feminist Voices, em Toronto, no Canadá, surgiram para catalogar a influência de psicólogos feministas sobre a disciplina.

## Cultura feminista

### Arquitetura
Pesquisas sobre a conceituação da arquitetura baseada no gênero também surgiram, levando o feminismo para a arquitetura moderna. Piyush Mathur cunhou o termo "arquigênerico". Alegando que "o planejamento arquitetônico tem um vínculo indissolúvel com a definição e regulamentação dos papéis, responsabilidades, direitos e limitações de gênero", Mathur surgiu com esse termo "para explorar ... o significado de 'arquitetura' em termos de gênero" e "explorar o significado do 'gênero', em termos de arquitetura".

### Artes visuais
Correspondente com a evolução geral dentro do feminismo e muitas vezes incluindo táticas de auto-organização como um grupo de conscientização, o movimento começou na década de 1960 e floresceu na década de 1970. Jeremy Strick, diretor do Museu de Arte Contemporânea de Los Angeles, descreveu o movimento de arte feminista como "o movimento internacional mais influente do período do pós-guerra" e Peggy Phelan, uma feminista norte-americana, diz que "trouxe sobre as transformações de maior alcance, tanto o artmaking e a arte da escrita ao longo das últimas quatro décadas". Judy Chicago, uma escritora e artista feminista norte-americana, que com uma equipe de 129 criou o The Dinner Party, uma instalação artística no Brooklyn Museum em Nova York, disse em 2009 para a ARTnews: "Ainda há uma defasagem institucional e uma insistência em uma narrativa eurocêntrica masculina, estamos tentando mudar o futuro: fazer com que as meninas e meninos percebam que a arte das mulheres não é uma exceção, é uma parte normal da história da arte".

### Literatura

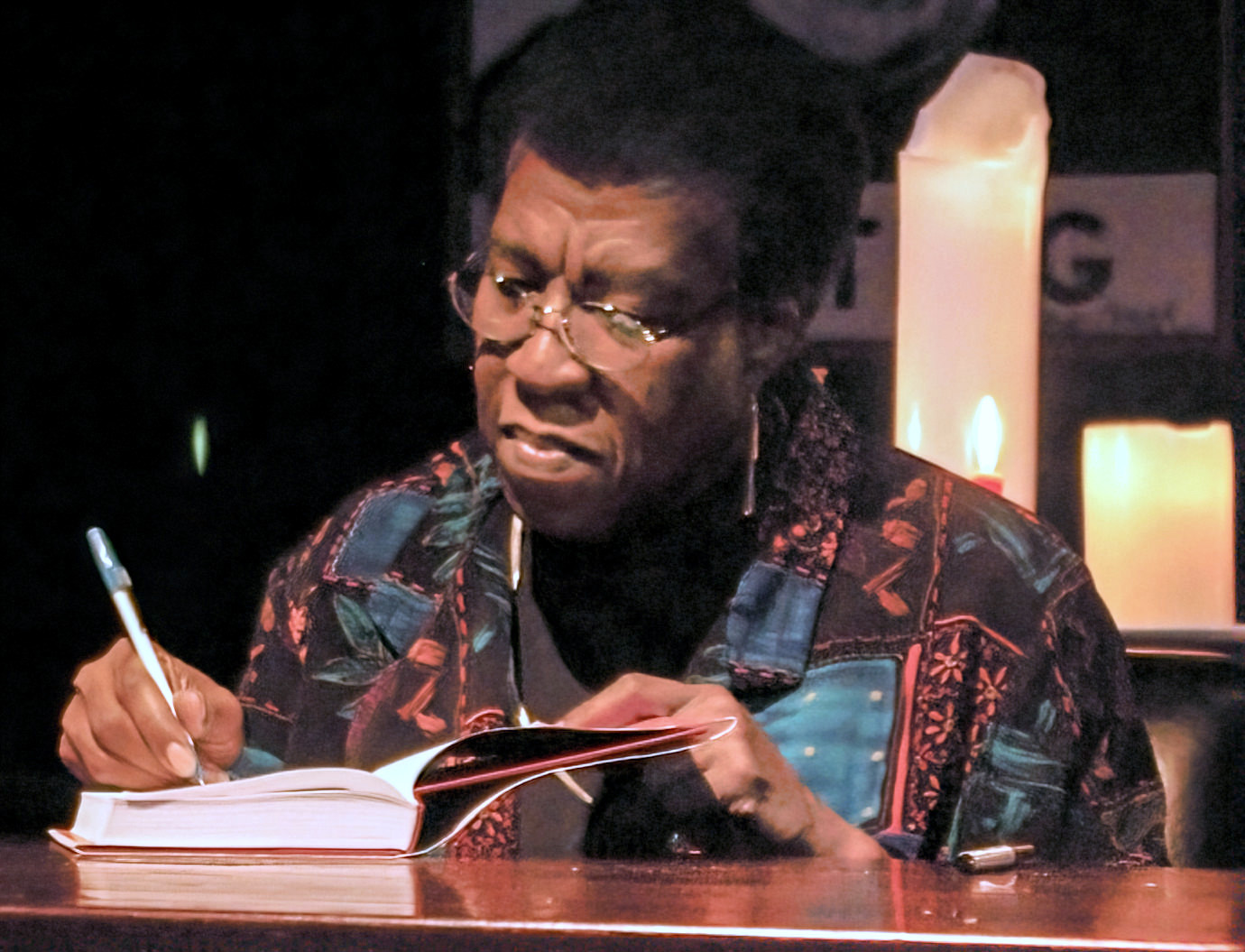
Octavia Butler, premiada autora de ficção científica feminista.

O movimento feminista produziu obras literárias de ficção e não-ficção feminista, além de ter criado um novo interesse na literatura das mulheres. Ele também levou a uma reavaliação geral das contribuições históricas e acadêmicas das mulheres, em resposta à crença de que a vida e as contribuições das mulheres foram sub-representadas como áreas de interesse acadêmico. Grande parte do período inicial de estudos literários feministas teve foco na redescoberta e recuperação de textos escritos por mulheres. Estudos como Mothers of the Novel (1986), de Dale Spender, e The Rise of the Woman Novelist (1986), de Jane Spencer, foram inovadores em sua insistência de que as mulheres sempre foram escritoras. Proporcional a este aumento do interesse acadêmico, várias editoras começaram a tarefa de reeditar textos. A Virago Press começou a publicar sua grande lista de novelas do século XIX e do início do século XX em 1975 e tornou-se uma das primeiras editoras comerciais a participar do projeto de recuperação. Na década de 1980. a Pandora Press, responsável pela publicação de estudo de Spender, emitiu uma linha de romances do século XVIII escrito por mulheres. Mais recentemente, a Broadview Press continua a emitir romances dos séculos XVIII e XIX, muitos até então fora do catálogo, e a Universidade de Kentucky tem uma série de reedições de romances de mulheres. A obra A Vindication of the Rights of Woman (1792), por Mary Wollstonecraft, é uma das primeiras obras de filosofia feminista. O ensaio Um Teto Todo Seu (1929) por Virginia Woolf, foi registrado em seu argumento para um espaço literal e figurativo para mulheres escritoras dentro de uma tradição literária dominada pelo patriarcado.

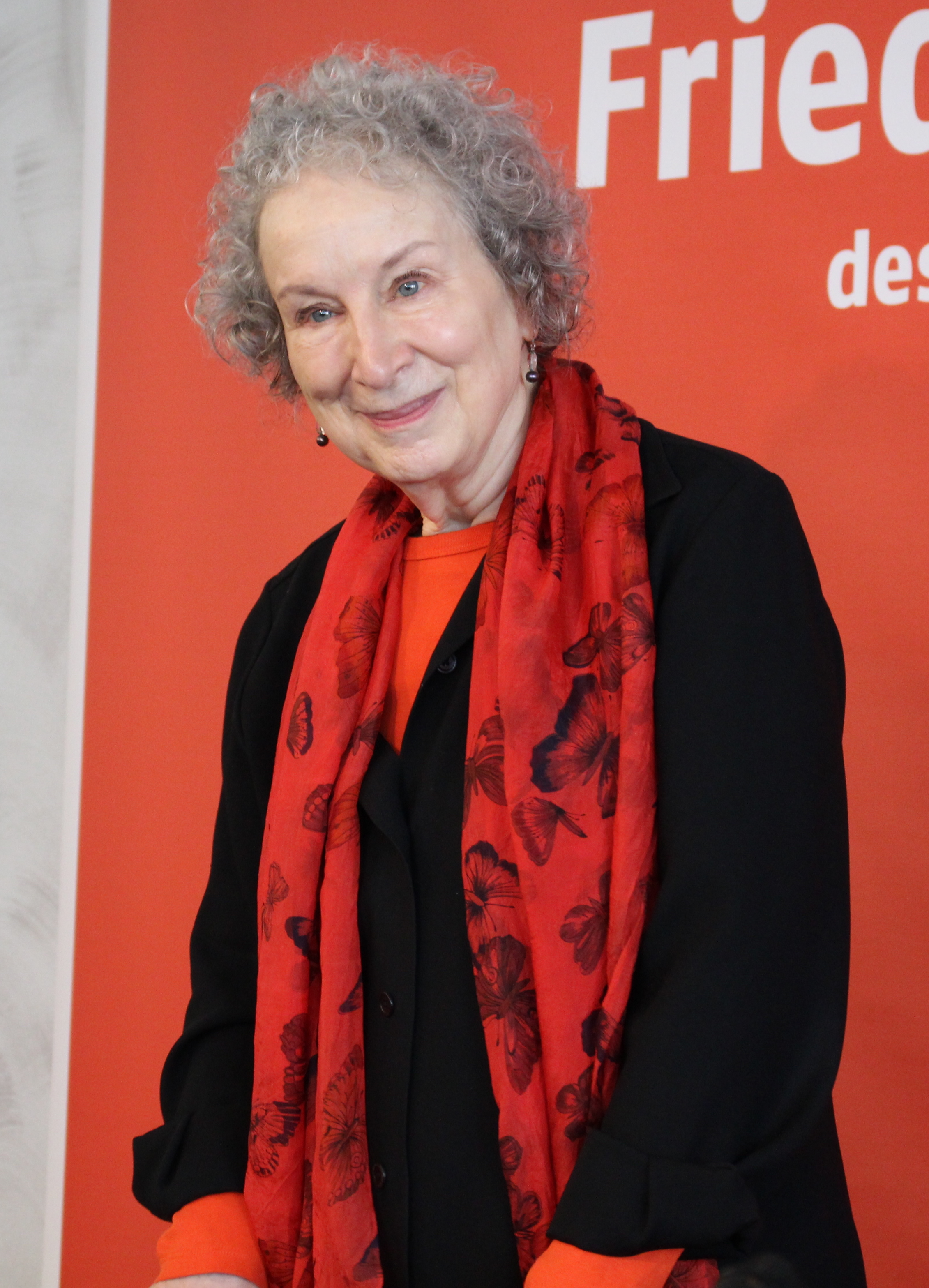
A escritora canadense Margaret Atwood, autora de The Handmaid's Tale (1985)

O interesse generalizado na literatura das mulheres está relacionado a uma reavaliação geral e ampliação do cânone literário. O interesse em literaturas pós-coloniais, na literatura gay e lésbica, obras de pessoas de cor e nas produções culturais de outros grupos historicamente marginalizados resultou em uma expansão de toda dimensão do que é considerado "literatura" e gêneros até então não considerado como "literários", como obras para crianças, revistas, cartas, relatos de viagens e muitos outros são agora temas de interesse acadêmico. A maioria dos gêneros e subgêneros foram submetidos a uma análise semelhante, de modo que se vê agora a trabalhar no "gótico feminino" ou na ficção científica das mulheres.
De acordo com a professora feminista norte-americana Elyce Rae Helford, "ficção científica e fantasia servem como veículos importantes para o pensamento feminista, particularmente como pontes entre a teoria e a prática". A ficção científica feminista às vezes é ensinada no mundo universitário para explorar o papel das construções sociais na compreensão de gênero. Entre os textos notáveis deste tipo estão The Left Hand of Darkness (1969), de Ursula K. Le Guin; The Female Man (1970), de Joanna Russ; Kindred (1979), de Octavia E. Butler e The Handmaid's Tale (1985), de Margaret Atwood.

### Música
A música feminista é a música feita por mulheres, para mulheres e sobre mulheres. O gênero surgiu como uma expressão musical do movimento da segunda onda feminista, assim como trabalho, direitos civis e movimentos pela paz.

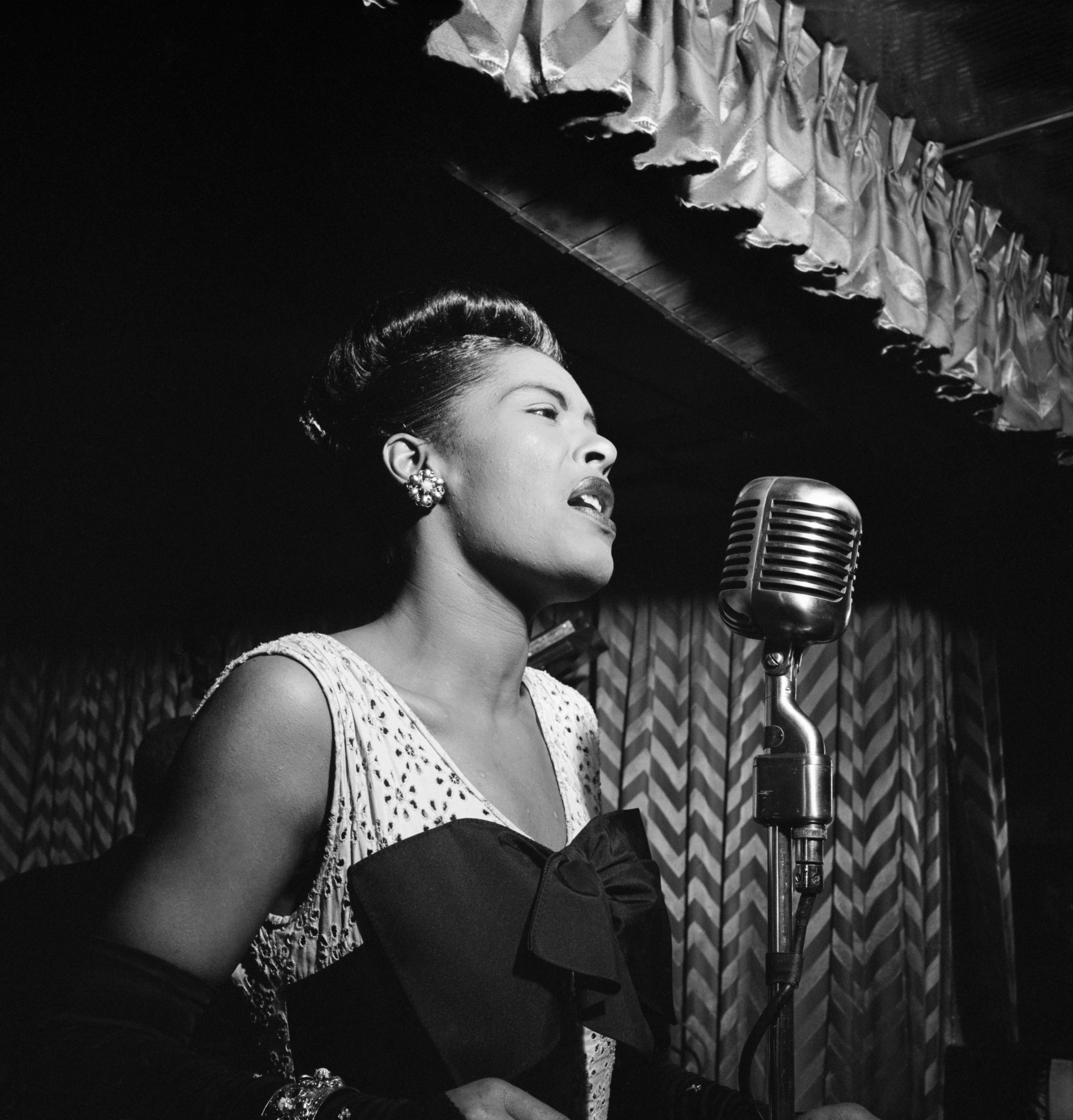
Billie Holiday, cantora e compositora de jazz durante apresentação em Nova York, 1947.

O movimento foi iniciado por lésbicas como Cris Williamson, Meg Christian e Margie Adam, por mulheres ativistas afro-americanas, como Bernice Johnson Reagon e seu grupo Sweet Honey in the Rock, e a ativista da paz Holly Near. A música feminista também se refere à indústria musical feminista mais ampla, que vai além dos artistas para incluir músicos de estúdio, produtores, engenheiros de som, técnicos, artistas cover, distribuidores, promotores e organizadores de festivais, que também são as mulheres.
O feminismo tornou-se a principal preocupação dos musicólogos na década de 1980. Antes disso, na década de 1970, musicólogos estavam começando a descobrir mulheres compositoras e intérpretes e tinham começado a rever conceitos de cânone, gênio, gênero e periodização a partir de uma perspectiva feminista. Em outras palavras, estava sendo abordada a questão de como as mulheres músicas se encaixam na história da música tradicional.
Através dos anos 1980 e 1990, tendência que se manteve com musicólogas como Susan McClary, Marcia Citron e Ruth Solie, que começaram a considerar as razões culturais para a marginalização das mulheres.
Conceitos como a música como discurso de gênero; profissionalismo; recepção da música das mulheres; exame dos locais de produção de música; a relativa riqueza e educação das mulheres; estudos de música popular em relação à identidade das mulheres; ideias patriarcais na análise musical; e noções de gênero e diferença são alguns dos temas analisados durante esta época.

### Cinema

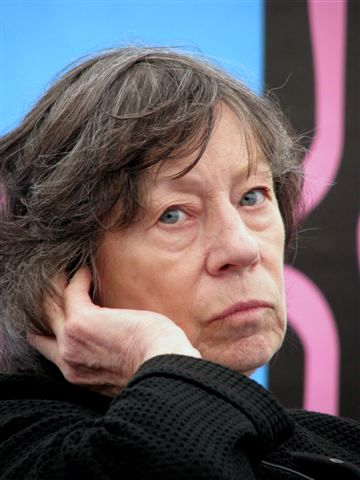
Laura Mulvey, teórica do cinema feminista.

O cinema feminista, que defende ou ilustra as perspectivas feministas, surgiu em grande parte com o desenvolvimento da filmologia feminista nos anos 1960 e início dos anos 1970. As mulheres foram radicalizadas durante a década de 1960 pelo debate político e pela chamada liberação sexual; mas o fracasso do radicalismo em produzir alterações profundas para as mulheres galvanizou-se para formar grupos de conscientização e começou a analisar, a partir de diferentes perspectivas, a construção do cinema feminista. As diferenças foram particularmente acentuadas entre as feministas de ambos os lados do Atlântico. Em 1972, aconteceram os primeiros festivais de cinema feminista nos Estados Unidos e no Reino Unido, bem como a primeira revista de cinema feminista, a Women and Film. Teóricas deste período incluem Claire Johnston e Laura Mulvey, que também organizaram eventos feministas no Festival Internacional de Cinema de Edimburgo. Entre outras teóricas que tiveram um impacto poderoso no cinema feminista estão Teresa de Lauretis.
Argumentou-se que há duas abordagens distintas para o cinema independente e teoricamente inspirado pelo feminismo. Preocupa-se pela "desconstrução", com uma análise e uma quebra dos códigos do cinema mainstream, com o objetivo de criar uma relação diferente entre o espectador e o cinema dominante. A segunda abordagem, uma contracultura feminista, encarna a escrita feminina para investigar uma linguagem cinematográfica especificamente feminina. Algumas recentes críticas das abordagens feministas no cinema têm-se centrado em torno de um sistema de classificação sueco chamado teste de Bechdel.
Durante o período entre as décadas de 1930 e 1950, o apogeu dos grandes estúdios de Hollywood, a condição das mulheres na indústria era péssima e, embora muito o cenário tenha melhorado, muitos argumentam que ainda há muito a ser feito nesta área. Dos filmes de arte de Sally Potter, Catherine Breillat, Claire Denis e Jane Campion, até os filmes de ação de Kathryn Bigelow, as mulheres agora têm uma voz mais forte, mas são muito conscientes da diferença de gênero ainda persistente no mundo cinematográfico.

## Impacto cultural
O movimento feminista efetuou mudanças na sociedade ocidental, incluindo o sufrágio feminino; maior acesso à educação; salários mais equitativos com os dos homens; o direito de iniciar o processo de divórcio; o direito da mulher de tomar decisões individuais relativas a gravidez (incluindo o acesso aos contraceptivos e ao aborto); e o direito de propriedade.

### Direitos civis

Participação na Convenção sobre a Eliminação de Todas as Formas de Discriminação contra as Mulheres:
Assinou e ratificou
Aderiu
Apenas assinou
Não signatário

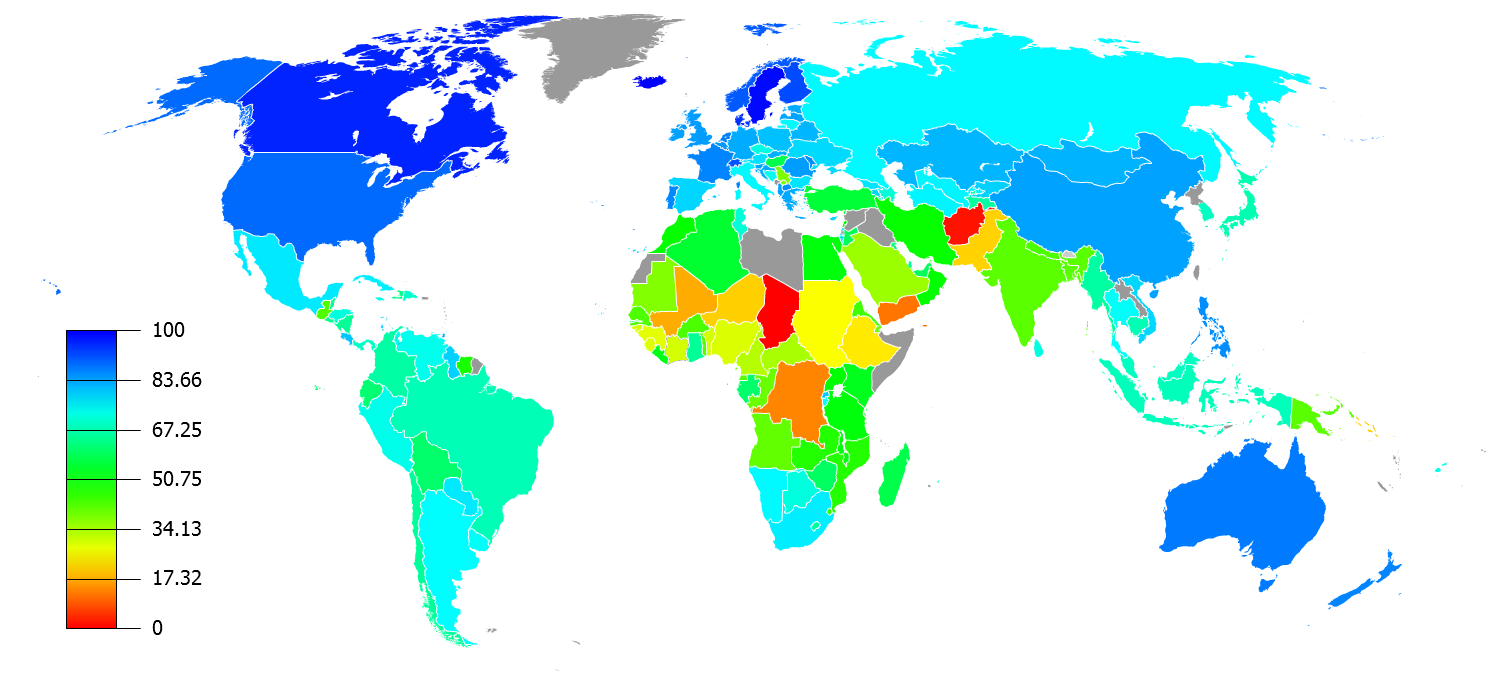
A situação das mulheres por país de acordo com dados coletados pelas publicações norte-americanas The Daily Beast/Newsweek.

A partir da década de 1960, a campanha pelos direitos das mulheres foi recebida com resultados mistos nos Estados Unidos e no Reino Unido. Outros países da CEE concordaram em garantir que leis discriminatórias seriam suprimidas em toda a Comunidade Europeia.
Algumas campanhas feministas também ajudaram a promover atitudes de reforma para o abuso sexual infantil. A visão de que as moças levam os homens a ter relações sexuais com elas foi substituída pela responsabilidade dos homens pelo seu próprio comportamento, caso os homens fossem adultos.
Nos Estados Unidos, a Organização Nacional das Mulheres começou em 1966 para ajudar a conquistar a igualdade das mulheres, nomeadamente através da Emenda de Direitos Iguais, que não foi aprovada, apesar de alguns estados terem promulgado suas próprias leis sobre o tema. Os direitos reprodutivos em nos Estados Unidos centraram-se na decisão judicial no caso Roe v. Wade', enunciando o direito da mulher de escolher se quer levar uma gravidez até o fim. As mulheres ocidentais ganharam o um controle de natalidade mais confiável, o que permitiu o planejamento familiar e de suas carreiras profissionais. Nos Estados Unidos, o movimento começou na década de 1910 sob Margaret Sanger e em outros lugares sob Marie Stopes. Nas últimas três décadas do século XX, as mulheres ocidentais conquistaram uma nova liberdade através de controle de natalidade, que permitiu às mulheres planejar sua vida adulta, muitas vezes abrindo caminho tanto a carreira quanto para a família.
A divisão do trabalho dentro das famílias foi afetada pelo aumento da entrada das mulheres no local de trabalho, no século XX. O sociólogo Arlie Russell Hochschild descobriu que, em casais onde ambos trabalham, homens e mulheres, em média, gastam quantidades iguais de tempo de trabalho, mas as mulheres ainda gastam mais tempo com as tarefas domésticas, embora Cathy Young tenha argumentado que as mulheres acabam por evitar a igualdade de participação dos homens em tarefas domésticas e parentais.

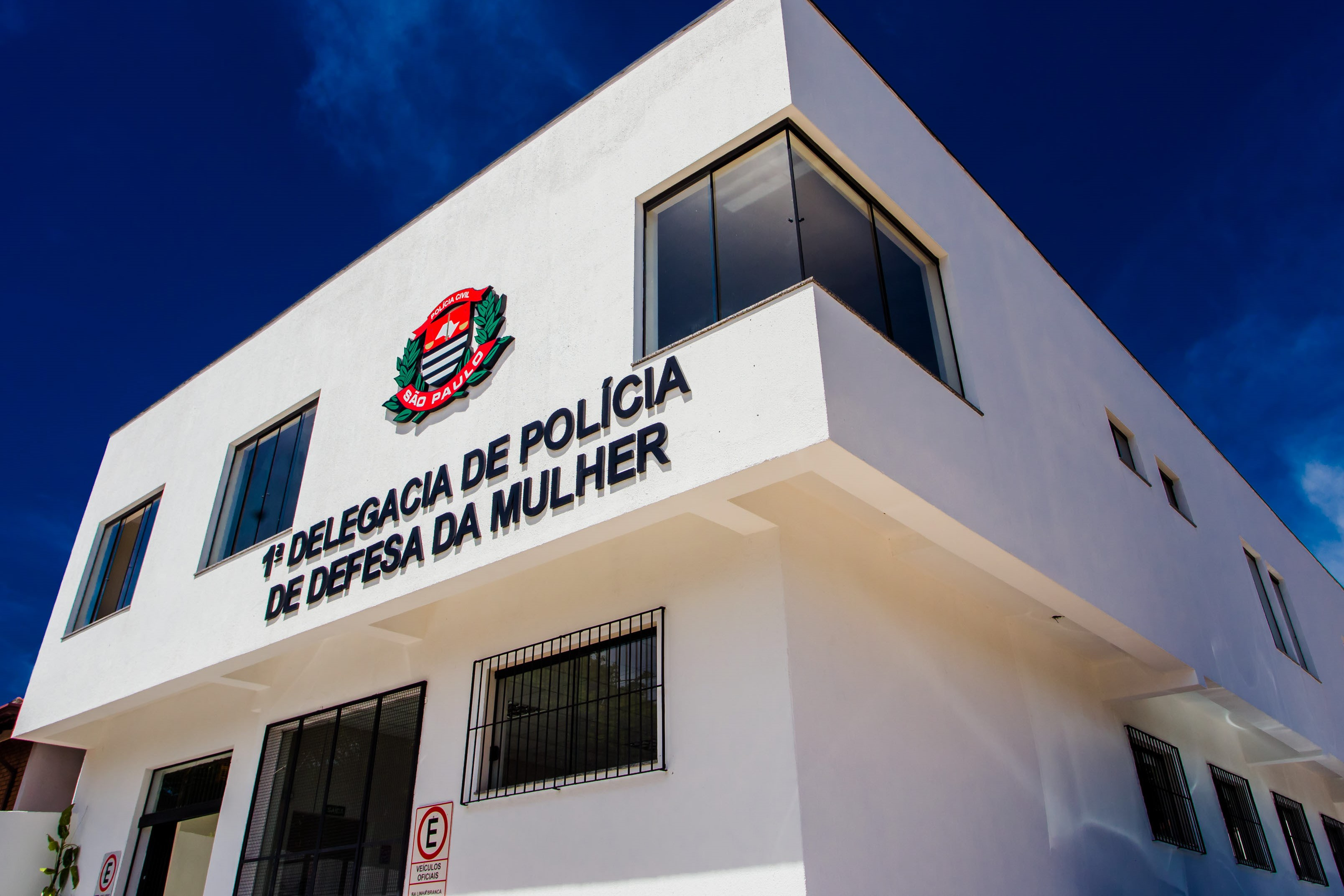
Delegacia de Defesa da Mulher em Campinas, São Paulo, Brasil.

Judith K. Brown escreve: "as mulheres são mais propensas a fazer uma contribuição substancial quando as atividades de subsistência têm as seguintes características: quando o participante não é obrigado a estar longe de casa; as tarefas são relativamente monótonas e não exigem concentração extasiada; e o trabalho não é perigoso, pode ser realizado, apesar de interrupções, e pode ser facilmente interrompido, uma vez reiniciado".
No direito internacional, a Convenção sobre a Eliminação de Todas as Formas de Discriminação contra as Mulheres é uma convenção internacional adotada pela Assembleia Geral das Nações Unidas e é descrita como uma declaração internacional dos direitos das mulheres. Ela entrou em vigor nos países que a ratificaram.

### Idioma
Os defensores da linguagem de gênero neutro argumentam que o uso da linguagem específica de gênero, muitas vezes, implica a superioridade masculina ou reflete um estado desigual da sociedade.

### Teologia
A teologia feminista é um movimento que reexamina as tradições, práticas, escrituras e teologias das religiões a partir de uma perspectiva feminista. Alguns dos objetivos da teologia feminista incluem o aumento do papel das mulheres no clero e nas autoridades religiosas, reinterpretando imagens de dominação masculina e da linguagem sobre Deus, determinando o lugar das mulheres em relação à carreira e da maternidade e estudando imagens de mulheres em textos religiosos considerados sagrados.

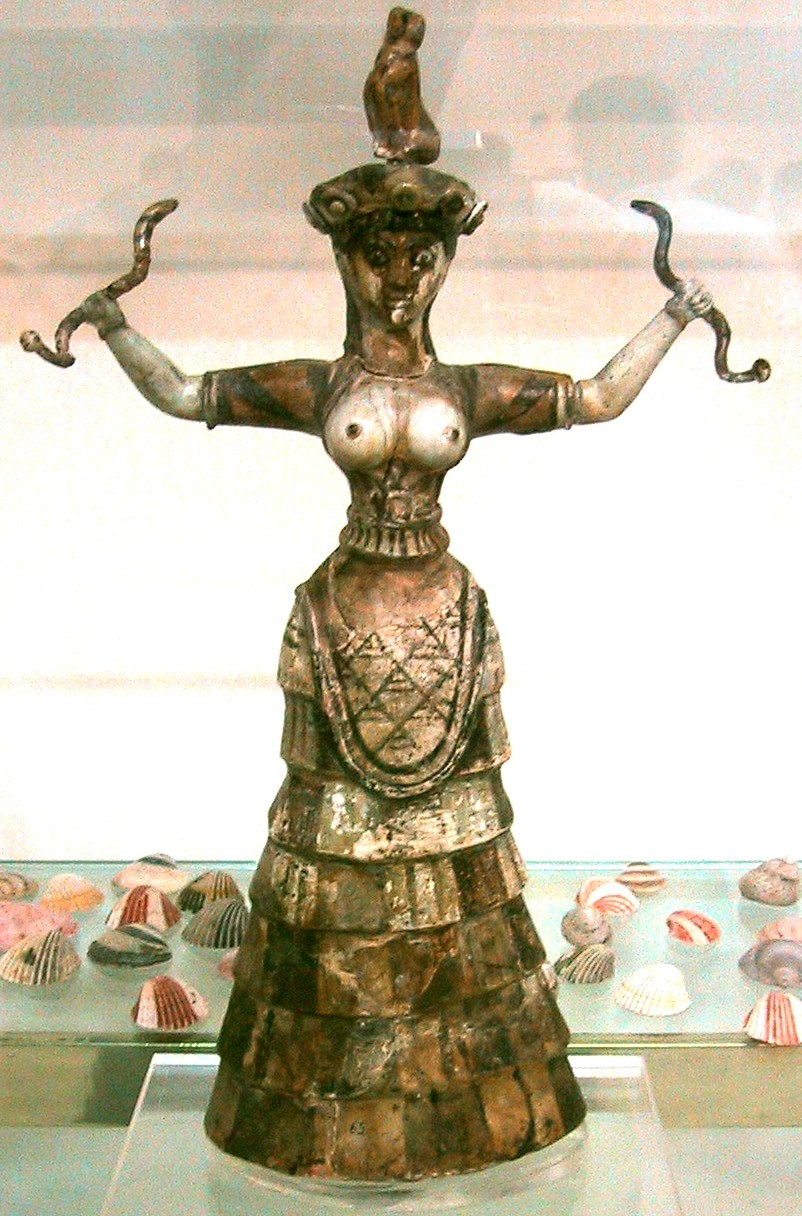
Estatueta minoica da Deusa das serpentes

As ideias de J. J. Bachofen e Robert Graves, e posteriormente de Walter Burkert, Jane Ellen Harrison, James Mellart, Sir Arthur Evans, Joseph Campbell, Erich Neumann sobre uma religião matriarcal e um período da história da humanidade cuja estrutura social teria sido baseada num matriarcado, foram incorporadas pelo feminismo dos anos 1970 por autores como Merlin Stone, que estudou as estatuetas de Vênus do Paleolítico como evidências de uma religião matriarcal desde a pré-história até as civilizações antigas do politeísmo pré-helênico. Merlin Stone, autora de When God Was a Woman e Marija Gimbutas são chamadas de autoras do ramo da arqueologia feminista da década de 1970. A obra The Civilization of the Goddess (1989) tornou-se um trabalho padrão para a teoria de um patriarcado e "androcracia" que teria surgido na Idade do Bronze, substituindo o Neolítico centrado no culto da Deusa mãe. Stone apresenta uma religião matriarcal como envolvendo o culto universal da serpente associado à mulher e como um símbolo fundamental de sabedoria espiritual, fertilidade, vida e força.
O feminismo cristão é um ramo da teologia feminista, que procura interpretar e compreender o cristianismo à luz da igualdade de mulheres e homens e que essa interpretação é necessária para uma completa compreensão do cristianismo. Embora não haja um padrão estabelecido de crenças entre as feministas cristãs, a maioria concorda que Deus não discrimina com base em sexo e estão envolvidas em questões como a ordenação de mulheres, a dominação masculina e o equilíbrio da parentalidade no matrimônio cristão, além de reivindicações de deficiência moral, a inferioridade das mulheres em relação aos homens e o tratamento geral das mulheres dentro da igreja cristã.
As feministas islâmicas defendem os direitos das mulheres, igualdade de gênero e a justiça social fundamentada dentro de uma estrutura islâmica. Os defensores pretendem evidenciar os ensinamentos profundamente enraizados de igualdade no Alcorão e incentivar um questionamento da interpretação patriarcal do ensinamento islâmico através do Alcorão, hadith (ditos de Maomé) e da sharia (lei) para a criação de uma sociedade mais igualitária e justa. Embora enraizada no islamismo, os pioneiros do movimento também utilizaram discursos feministas seculares e ocidentais e reconhecem o papel do feminismo islâmico como parte de um movimento feminista global integrado.
O feminismo judaico é um movimento que visa melhorar o estado religioso, jurídico e social das mulheres dentro do judaísmo e para abrir novas oportunidades para a experiência religiosa e liderança para as mulheres judias. As principais questões para as feministas judias no início desses movimentos foram a exclusão do grupo de oração apenas para homens, a incapacidade das mulheres para serem testemunhas e o divórcio.
O Feminismo ateísta têm se engajado na crítica feminista da religião, argumentando que muitas religiões têm regras opressivas em relação às mulheres e temas e elementos misóginos em textos religiosos.

### Patriarcado

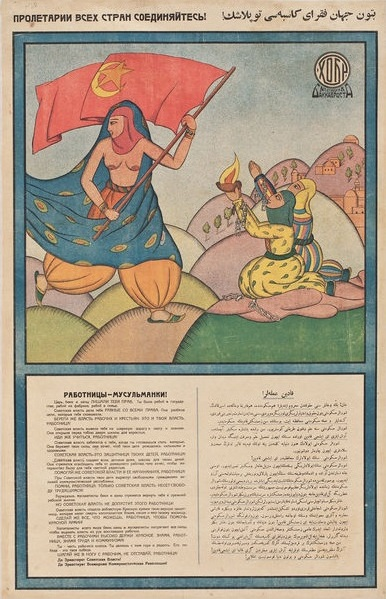
"Mulheres Islâmicas - Os tsares, beis e cãs levaram seus direitos embora", frase de um cartaz soviético emitido no Azerbaijão em 1921.

O patriarcado é um sistema social no qual a sociedade está organizada em torno de figuras de autoridade do sexo masculino. Neste sistema os pais têm autoridade sobre as mulheres, as crianças e a propriedade. Implica instituições com regras e privilégios masculinos e é dependente da subordinação feminina. A maioria das formas de feminismo caracterizam o patriarcado como um sistema social injusto e que é opressivo para as mulheres. Carole Pateman argumenta que a distinção patriarcal "entre masculinidade e feminilidade é a diferença política entre liberdade e sujeição". Na teoria feminista do conceito de patriarcado, muitas vezes é incluso todos os mecanismos sociais que reproduzem e exercem a dominação masculina sobre as mulheres. A teoria feminista tipicamente caracteriza o patriarcado como uma construção social, que pode ser superado por revelar e analisar criticamente as suas manifestações. Algumas feministas radicais propuseram que, visto que o patriarcado está muito profundamente enraizado na sociedade, o separatismo feminista é a única solução viável. Outras feministas criticaram esses pontos de vista como sendo "anti-homens".

### Homens e masculinidade
A teoria feminista tem explorado a construção social da masculinidade e suas implicações para a meta de igualdade de gênero. A construção social da masculinidade é vista pelo feminismo como problemática porque associa os homens com a agressão e a competição, além de reforçar as relações de gênero patriarcais e desiguais. As culturas patriarcais são criticadas por serem "limitantes formas de masculinidade", disponível para os homens e que, portanto, estreitam as suas escolhas de vida. Algumas feministas estão envolvidas com as questões do ativismo masculino, para chamar a atenção para o estupro masculino e abordando as expectativas sociais negativas para os homens.
A participação masculina no feminismo é encorajada pelas feministas e é vista como uma importante estratégia para alcançar o compromisso social completo para a igualdade de gênero. Muitos homens são pró-feministas, apoiadores e ativos na luta e ativismo de defesa dos direitos das mulheres, da teoria feminista e dos estudos de masculinidade. No entanto, alguns teóricos argumentam que, apesar do envolvimento masculino com o feminismo, é necessário problematizar que estes não podem ser chamados de feministas, pois não são os protagonistas do movimento, são apoiadores que desconstroem reflexões machistas tão arraigadas devido às influências sociais do patriarcado nas relações de gênero. O consenso hoje em teorias feministas e de masculinidade é que ambos os sexos podem e devem cooperar para alcançar os objetivos maiores do feminismo. Foi proposto que, em grande parte, isto pode ser conseguido por meio de considerações de ativismos femininos. Neste sentido a Campanha da ONU heforshe pode muito contribuir para o apoio dos homens ao feminismo.

## Reações
Diferentes grupos de pessoas responderam ao feminismo e homens e mulheres estão entre seus defensores e críticos. Entre os estudantes universitários estadunidenses, tanto homens quanto mulheres, o apoio às ideias feministas é mais comum do que a auto-identificação como feminista. A mídia dos Estados Unidos tende a retratar negativamente o feminismo e as feministas "são menos frequentemente associadas com as atividades do dia-a-dia de trabalho/lazer das mulheres comuns". No entanto, como pesquisas recentes têm demonstrado, conforme as pessoas estão expostas a feministas auto identificadas e a discussões relativas às várias formas de feminismo, sua próprio autoidentificação com o feminismo aumenta. Roy Baumeister criticou as feministas que "olham apenas para o topo da sociedade e tiram conclusões sobre a sociedade como um todo. Sim, há principalmente os homens no topo. Mas se você olhar para o fundo, realmente na parte inferior, você vai encontrar muitos homens lá também."

### Pró-feminismo
O pró-feminismo é o apoio ao feminismo sem implicar que o defensor seja um membro do movimento feminista. O termo é mais frequentemente usado em referência a homens que apoiam ativamente o feminismo. As atividades dos grupos de homens pró-feministas incluem o trabalho antiviolência com meninos e jovens nas escolas, oferecendo oficinas sobre assédio sexual nos locais de trabalho, executando campanhas de educação comunitária e aconselhamento homens perpetradores de violência. Homens pró-feministas também podem estar envolvidos na saúde dos homens, no ativismo contra a pornografia, incluindo a legislação antipornografia, nos estudos sobre a masculinidade e no desenvolvimento de currículos sobre igualdade de gênero nas escolas. Este trabalho é feito, por vezes, em colaboração com as instituições e ativistas feministas, como centros contra violência doméstica e estupro.

### Antifeminismo
O antifeminismo é oposição ao feminismo em algumas ou todas as suas formas. No século XIX, o antifeminismo era principalmente focado na oposição ao sufrágio feminino. Mais tarde, os opositores da entrada das mulheres nas instituições de ensino superior argumentavam que a educação era um fardo físico muito grande para sexo feminino. Outros antifeministas opuseram-se a entrada das mulheres na força de trabalho ou ao seu direito de sindicalização, de serem juradas ou de obterem o controle da natalidade e de sua própria sexualidade.
Algumas pessoas se opuseram ao feminismo alegando que acreditam que o movimento é contrário aos valores tradicionais ou a crenças religiosas. Estes antifeministas argumentam, por exemplo, que a aceitação social do divórcio é errada e prejudicial e que homens e mulheres são fundamentalmente diferentes e, assim, os seus diferentes papéis tradicionais na sociedade devem ser mantidos. Outros antifeministas se opõem a entrada das mulheres no mercado de trabalho, cargos políticos e ao processo eleitoral, além da diminuição da autoridade masculina na família.
Embora identifiquem-se como feministas, escritoras como Camille Paglia, Christina Hoff Sommers, Jean Bethke Elshtain, Elizabeth Fox-Genovese e Daphne Patai opõem-se a algumas versões do movimento. Elas argumentam, por exemplo, que o feminismo muitas vezes acaba por promover a misandria e a elevação dos interesses das mulheres acima dos masculinos. Além disso, elas também criticam as posições de feministas radicais como prejudiciais para ambos os gêneros. Daphne Patai e Noretta Koertge argumentam que o termo "anti-feminista" é usado para silenciar o debate acadêmico sobre o feminismo.
O sociólogo estadunidense Allan G. Johnson critica a interpretação essencialista de que a opressão patriarcal sofrida pelas mulheres está radicada a tendências de dominação e agressão inerentes ao sexo masculino. Quanto ao feminismo marxista, Johnson afirma que o patriarcado é anterior ao surgimento do próprio capitalismo e, por conta disso, não pode ser entendido como uma consequência direta deste sistema econômico.

### Pós-feminismo
O termo pós-feminismo descreve uma série de pontos de vista em reação ao feminismo. Embora não cheguem a ser "anti-feministas", as pós-feministas acreditam que as mulheres atingiram as metas da segunda onda, ao mesmo tempo em que são críticas das metas da terceira onda do feminismo. O termo foi usado pela primeira vez na década de 1980, para descrever uma reação contra essa segunda onda e atualmente é usado como rótulo para diversas teorias que analisam de maneira crítica os discursos feministas anteriores e incluem desafios às ideias da segunda onda. Outras pós-feministas defendem que o feminismo não é mais necessário na sociedade. A historiadora da arte Amelia Jones escreveu que os textos pós-feministas surgidos nas décadas de 1980 e 1990 retratavam a segunda onda do feminismo como uma entidade monolítica, usando generalizações em suas críticas.
Um dos primeiros usos do termo foi no artigo de 1982 de Susan Bolotin, "Voices of the Post-Feminist Generation" ("Vozes da geração pós-feminista"), publicada na New York Times Magazine. Este artigo foi baseado numa série de entrevistas com mulheres que concordavam em grande parte com as metas do feminismo, porém não se identificavam como feministas. Feministas contemporâneas, como Katha Pollitt ou Nadine Strossen, consideram que o feminismo simplesmente afirma que "mulheres são pessoas". Pontos de vista que separam os sexos, em vez de uni-los, são considerados por estas autoras como sexistas, e não feministas.
Em seu livro Backlash: The Undeclared War Against American Women, Susan Faludi argumenta que uma reação contra a segunda onda do feminismo na década de 1980 conseguiu redefinir com sucesso o feminismo através de seus próprios termos; colocou o movimento de liberação feminina como fonte de muitos dos problemas que estariam supostamente afligindo as mulheres no fim da década de 1980 — problemas estes que, segundo ela, seriam ilusórios, criados pela mídia sem qualquer evidência substancial. De acordo com ela, este tipo de reação é uma tendência histórica, que ocorre sempre que parece que as mulheres obtiveram ganhos substanciais em seus esforços para obter direitos iguais.
Segunda a acadêmica britânica Angela McRobbie, adicionar o prefixo "pós-" a feminismo mina todos os avanços que o feminismo fez na conquista da igualdade para todos, incluindo para as mulheres. O termo "pós-feminismo" daria a impressão de que esta igualdade já teria sido atingida, e que as feministas agora poderiam dedicar-se a metas diferentes. McRobbie acredita que o pós-feminismo pode ser visto mais claramente nos produtos supostamente feministas da mídia, tais como filmes e séries como Bridget Jones's Diary, Sex and the City e Ally McBeal. Personagens femininas como Bridget Jones e Carrie Bradshaw alegam serem liberadas e gozam claramente de sua sexualidade, porém estão constantemente à procura do homem que fará tudo valer a pena em sua vida.

### Bibliográficas
- ALVES, Branca Moreira & PITANGUY, Jacqueline. O que é feminismo. São Paulo: Editora Brasiliense, 1991.
- PINTO, Céli Regina Jardim. Uma história do feminismo no Brasil. São Paulo: Editora Fundação Perseu Abramo, 2003.
- CASTELLS, Manuel. O poder da identidade. São Paulo: Paz e Terra, 1999, 2000.
- FARIA, Nalu & NOBRE, Miriam. Gênero e desigualdade. São Paulo : Sempreviva Organização Feminista, 1997.
- TELES, Maria Amélia da Almeida. Breve história do feminismo no Brasil. São Paulo : Editora Brasiliense, 1993.
- DE BEAUVOIR, Simone. Segundo sexo. São Paulo: Difel, 1955.
- ROSEMBERG, Fúlvia, PINTO, Regina P.& NEGRÃO, Esmeralda V. A educação da mulher no Brasil. São Paulo: Global Editora, 1982
- NUNES, César Aparecido. Desvendando a sexualidade. São Paulo: Papirus. 1999.
- ANDREWS, Ted. O Cristo Oculto, mistérios angélicos. São Paulo. 2000.
- EISLER, Riane. O Cálice e a Espada - Nosso Passado, Nosso Futuro. São Paulo. Imago Editora.
- CAMPBEL, J. et all. Todos os Nomes da Deusa. Rio de Janeiro: Record: Rosa dos Tempos, 1998.
- ELIADE, Mircea. História das ideias e crenças religiosas – volume I: Da Idade da Pedra aos Mistérios de Elêusis; tradução Roberto Cortez de Lacerda, Rio de Janeiro: Zahar, 1984.

### Artigos
- «Feminism». Encyclopedia Americana. 1920

### Investigações ativas
- Feminist Perspectives Scale Arquivado em 2016-08-28 no Wayback Machine: An academic survey to determine acceptance or rejection of feminist ideas from:
  - Henley, Nancy M.; Meng, Karen; O'Brien, Delores; McCarthy, William J.; Sockloskie, Robert J. (setembro de 1998). «Developing a scale to measure the diversity of feminist attitudes». Psychology of Women Quarterly. 22 (3): 317–348. doi:10.1111/j.1471-6402.1998.tb00158.x

### Multimédia e documentos
- Early Video on the Emancipation of Women Arquivado em 2011-11-25 no Wayback Machine, documentário filmado c. 1930, o qual inclui imagens dos 1890s
- Documents from the Women's Liberation Movement, Special Collections Library, Duke University
- History of feminism at Heritage Calling, Historic England
- «Vimeo, Documentário sobre Feminismo - Origem, Protestos, Violência e Direitos.»
- «Scielo, Feminismo e literatura no Brasil»
- «Voto Feminino no Brasil»
- «'Scielo, A contribuição do feminismo às pesquisas sociológicas contemporâneas»
- A era das feministas pop - El País